# Škoda 742
Škoda 742 bezeichnet eine Pkw-Modellreihe mit Heckmotor von AZNP unter der Marke Škoda, die in verschiedenen Varianten (105/120/125/130) von 1976 bis 1990 gebaut wurde. Die beiden ersten Ziffern stehen dabei für den Hubraum in Dezilitern. Die Typbezeichnung 742 war nur intern gebräuchlich. Die Überarbeitung der Front- und Heckpartie führte 1983 zu einem veränderten Erscheinungsbild. Eine technisch umfangreiche Weiterentwicklung des Typs 742 war der Typ 746, der mit wesentlich verbessertem Fahrwerk und weiterentwickelten Motoren ab 1987 mit den Modellbezeichnungen 135 und 136 gebaut wurde. Zeitgleich war der Škoda Favorit mit Frontantrieb und neuer Karosserie erschienen, der die Baureihe 742/746 bis zum Jahr 1990 gänzlich ablöste.

## Entwicklungsgeschichte
Schon bei der Präsentation des Škoda 100 im Jahr 1969 wurde dessen Nachfolgemodell für etwa 1975 angekündigt und grob skizziert. Dabei betonten Repräsentanten des ČSSR-Automobilbaus auf einer Pressekonferenz ausdrücklich, dass dieses Modell keinen Hecktriebsatz mehr haben werde. Außerdem wurde eine Mittelklasse-Typenreihe mit 1,25- und 1,5-Liter-Motor angekündigt (Prototyp Škoda 720 mit Frontmotor und Hinterradantrieb), die 1969 von Italdesign eine modern gestaltete Karosserie erhielt. Die bereits weit gereiften Pläne wurden jedoch verworfen. Gestalterische Elemente des 720 fanden sich letztlich aber in der 742-Baureihe wieder.
In der Folge wurde zunächst ein anderer Weg verfolgt, nämlich die Entwicklung eines sogenannten RGW-Autos, das gleichzeitig Wartburg 353, Trabant 601 und Škoda 100 ersetzen sollte. Das Projekt verschlang jedoch umfangreiche Investitionsmittel, die nun bei der Weiterentwicklung der bestehenden Typen fehlten.
Parallel zum RGW-Auto wurde ab 1971 an der Weiterentwicklung des Škoda 100 unter Beibehaltung des Hecktriebsatzes gearbeitet. Ziele der Entwicklung waren eine vereinfachte, schnellere Produktion pro Fahrzeug, ein zeitgemäßes Design und eine erhöhte Sicherheit. Es waren auch Anforderungen der ECE (Wirtschaftskommission für Europa) einzuhalten, ansonsten wäre ein Export zur Fremdgeldbeschaffung nicht möglich gewesen. Die Formgebung des Typs 742 entstand mit dem Prototyp 727, der unter anderem auf der Maschinenmesse Brno 1972 als Coupé gezeigt wurde.
Das Modell 120 wurde auf der Internationalen Maschinenbaumesse in Brno 1976 vorgestellt. Neue Knautschzonen zum Schutz der Insassen in der Fahrgastzelle wurden integriert und der Tank, vorher vorn eingebaut, unter die Rücksitze verlegt. Fahrwerk und Antrieb stammen im Wesentlichen unverändert vom Modell 100/110. Während sich beim Modell 100/110 die Lufteinlässe für die Kühlung an den hinteren Kotflügeln befanden, war der Kühler mit elektrisch angetriebenem Kühlerventilator nun vorn platziert.
Vorteilhaft für den Hersteller war, dass die Zahl der Schweißpunkte reduziert wurde, sodass mehr Fahrzeuge in gleicher Zeit produziert werden konnten. Durch eine Lackierung mit Elektrophorese wurde die Haltbarkeit der Karosserie gesteigert. Ermöglicht wurde das im Stammwerk Mladá Boleslav durch ein neues Karosseriewerk, das auch unter Zuhilfenahme von Unternehmen und Arbeitskräften aus der nichtsozialistischen Bundesrepublik Deutschland realisiert wurde.
Bei der Präsentation des Škoda 742 gab der Minister für Maschinenbau der ČSSR angesichts des kaum veränderten Fahrwerks und Motors an, dass die neue Modellreihe nicht so lange gebaut würde wie der 1000 MB/100 und für das kommende Fünfjahresplan eine grundlegende Innovation in Vorbereitung sei. Tatsächlich ging der innovative Nachfolger der Škoda 742-Modellreihe, der Škoda Favorit, dann etwas verzögert im Jahr 1987 in Serie.
Durch einen neuen Fertigungskomplex für Karosseriebau und Lackierung war ab 1979 ein Jahresausstoß von bis zu 175.000 Stück möglich. Die Rohkarosserie wurde auf einer automatischen Taktstraße zusammengeschweißt. Ein vollständiges Tauchen der Karosserie bei der elektrophoretischen Grundierung verbesserte den Rostschutz ebenso wie der serienmäßige Unterbodenschutz.

## Allgemeine Modellpflege
Frühe Fahrzeuge sind an Lufteintrittsschlitzen im Heckblech zu erkennen. Diese entfielen im Juni 1978, weil sie sich als nicht erforderlich erwiesen, jedoch zur Verschmutzung des Motorraums beitrugen. Für bereits ausgelieferte Fahrzeuge wurde empfohlen, die Entlüftungsschlitze von innen zuzukleben.
Generell ist zu beachten, dass bei Škoda die mit Modelljahren bezeichneten Änderungen stets bereits im Herbst des Vorjahres serienwirksam wurden. Eine erste größere Überarbeitung erfolgte mit dem „Modell 1980“: Nun gab es Ansaugschlitze in der Motorhaube, die von einem schwarzen Heckspoiler mit Lufteintrittsschlitzen abgedeckt wurden. Das Gasgestänge wurde geändert, sodass nun ein sensibleres Ansprechen des Motors auf Gaspedal-Bewegungen möglich war. Außerdem wurden Federung, Dämpfung und der Querstabilisator geändert bzw. neu abgestimmt und weitere Details geändert. Mit verschiedenen Maßnahmen wurde außerdem versucht, die Resonanzschwingungen der Karosserie zu vermeiden, was jedoch nur eingeschränkt gelang. Schrittweise wurde die Radgröße von 14 auf 13 Zoll verkleinert. Ab Modell 1981 hatten dann alle Škoda-Modelle 13-Zoll-Felgen, die eine breitere Spur und geringere Bodenfreiheit zufolge hatten. Neu waren damals auch Türgriffe aus Kunststoff. Weitere Maßnahmen sollten Geräuschdämmung, Startverhalten und Betankung verbessern. Die bei den gehobenen Modellen polierten Türrahmen entfielen. Ab dem Modell 1982 waren als Sonderwunsch optional breite Stoßfänger aus Kunststoff erhältlich. Die Düsenbestückung im Vergaser wurde beim Modell 1982 zur weiteren Absenkung des Kraftstoffverbrauchs geändert, und ein weiteres Mal wurde – dieses Mal mit Schaumstoff an der Trennwand zum Motorraum – versucht, der konstruktionsbedingten Neigung zum Vibrieren und Dröhnen der Karosserie Herr zu werden.
Mit dem Modell 1984 erfolgte eine Überarbeitung der Modellreihe (serienwirksam ab September 1983): Die modernisierte Gestaltung von Front und Heck mit Breitscheinwerfern und voluminösen Stoßfängern aus Kunststoff senkte den cw-Wert. Mit den sparsameren Motoren erhöhte sich so die Wirtschaftlichkeit der Fahrzeuge. Außerdem wurde das Fahrverhalten durch verbreiterte Spur und Zahnstangenlenkung verbessert. Der Škoda Garde und die ab 1984 neu eingeführten Modelle 130, 135, 136 und 120 LX hatten außerdem eine Schräglenker-Hinterachse, die das Fahrverhalten deutlich verbesserte und auch endlich die Übertragung von Motorvibrationen in die Karosserie eindämmte.
Ab 1987 wurde der Škoda 742 schrittweise durch den Škoda Favorit abgelöst. Im Januar 1990 lief in Mladá Boleslav das letzte Fahrzeug mit Heckmotor vom Fließband. Kurz darauf wurde auch die Serienfertigung in Vrchlabí beendet, woher die besser ausgestatteten Varianten überwiegend stammen. Im August 1990 wurde schließlich auch die Serienfertigung des Škoda Rapid in Kvasiny mit dem damals stärksten Heckmotor eingestellt.

## Modellübersicht

### Škoda 105 S, 105 L, 105 GL, 105 SP (Typ 742)
- Škoda 105 S – Standard, einfachste Ausstattungsvariante – Fahrzeuge haben keine Zierleisten; Gummimatten; Fenster in den Hintertüren können nicht heruntergekurbelt werden; die vorderen Sitzlehnen lassen sich nicht verstellen. Bis 8/83 Rundscheinwerfer (ab 10/81 170-mm-Lichtaustrittsöffnung und H4-Lampen). Anfangs mit Bandtachometer; ab 11/79 mit Warnblinkanlage. Die Leistung des 1046-cm³-Motors sank 10/83 von 34 kW auf 33,1 kW. Der Motor galt als wirtschaftlich, hatte jedoch nur geringe Zugkraftreserven. Hergestellt von August 1976 bis zum 30. August 1986.
- Škoda 105 L – de Luxe – Teppichmatten, Handstützen, alle Fenster lassen sich herunterkurbeln, Rundinstrumente, Karosserie hat Chromzierleisten, Halogenscheinwerfer und anderes mehr.[15] Einige Details waren jedoch nur gegen Aufpreis erhältlich. Ab 10/81 mit Breitscheinwerfern. Der Motor war mit dem des 105 S identisch. Hergestellt von 1976 bis 1988. Häufigstes Modell der 105er-Reihe.
- Škoda 105 GL – Grand de Luxe, Luxusausführung mit Aussehen und Ausstattung analog zum 120 GLS, mit Doppelscheinwerfern und Chromzierleisten auf dem Kühlergrill, Heck und Fensterrahmen. Die Fahrzeuge hatten einen Bremskraftverstärker, im Innenraum gab es Kopfstützen. Ab Herbst 1981 gab es eine modifizierte Instrumententafel, Scheibenwisch-Intervallschalter, optional einen Bugspoiler und bereits jene breiten Heckleuchten, die später an allen Modellen eingeführt wurden.[12] Der GL fand aufgrund des Produktionsstandorts in Vrchlabí und seiner kurzen Bauzeit von März 1981 bis Juni 1983 keine große Verbreitung.

Nach Frankreich exportierte 105-Modelle mussten in 1050 umbenannt werden, da Peugeot die Zahl 105 geschützt hatte.
- Baujahr: 1976–1988
- Motor: Viertakt-Ottomotor, wassergekühlt, Reihenvierzylinder OHV, Heckmotor längsliegend
- Hubraum: 1046 cm³
- Leistung: 33,1 kW (44,6 PS) bei 4800 min−1 (bis 10/84: 34 kW (46 PS))
- Gewicht: 855 bis 915 kg
- Geschwindigkeit: 130 km/h
- Verbrauch: 6,3 bis 9,5 Liter auf 100 km
- Produzierte Fahrzeuge: 840.561 Stück

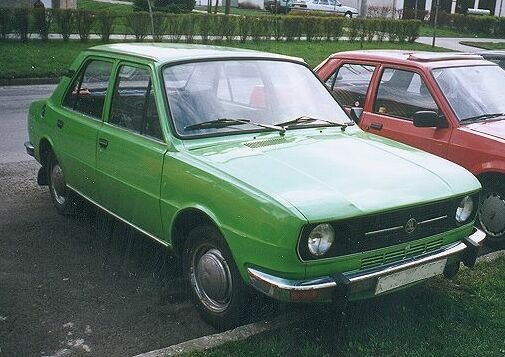
Škoda 105 S/L mit Rundscheinwerfern (1976–1983/81)
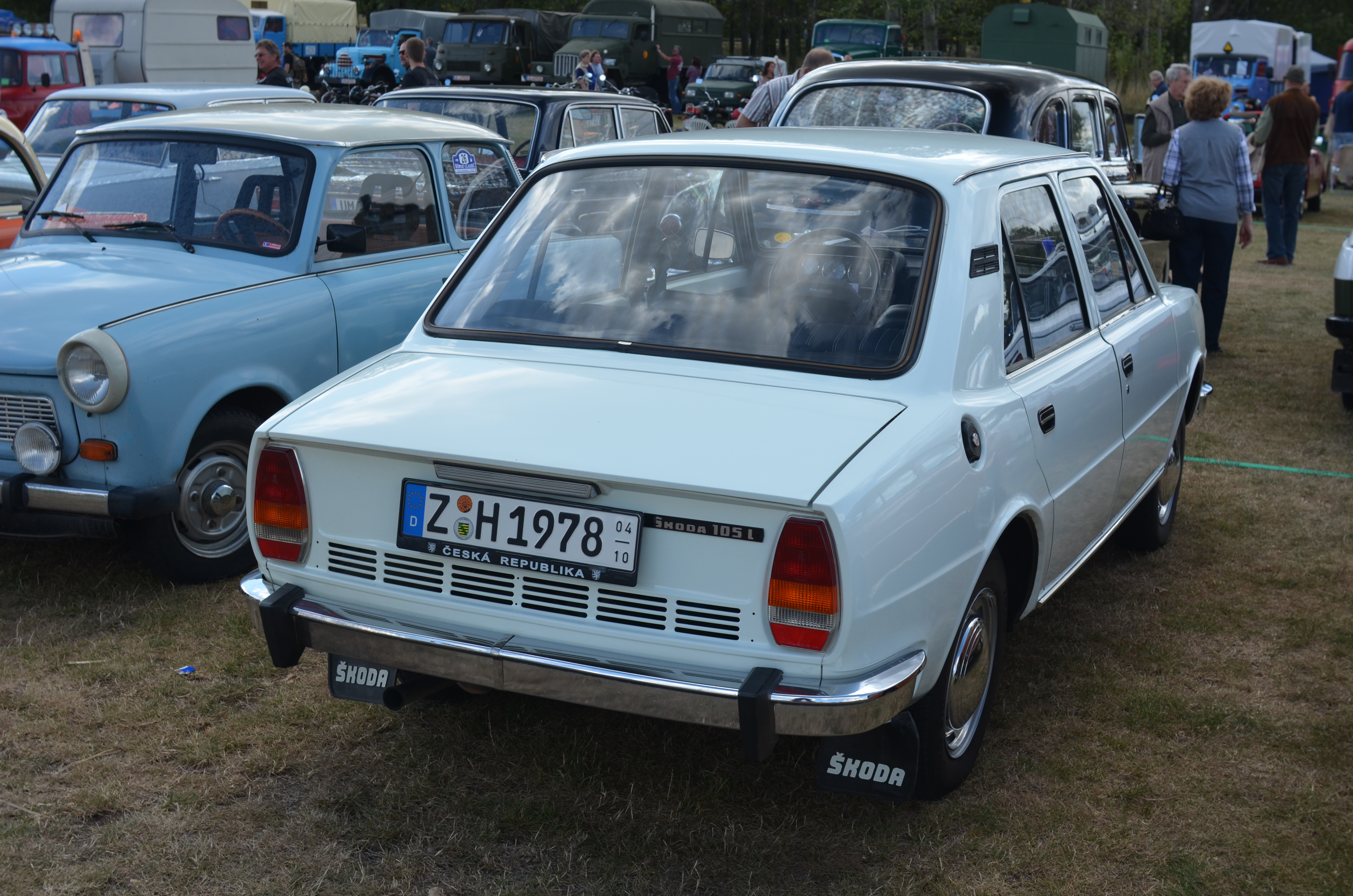
Škoda 105 S/L, Heck, mit Schlitzen im Heckblech (1976–1978)
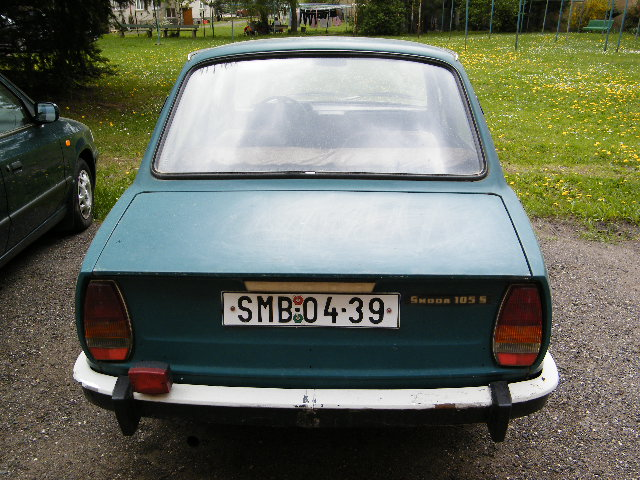
Škoda 105 S/L, Heck, ohne Lufteinlässe im Heckblech (1978–1979)
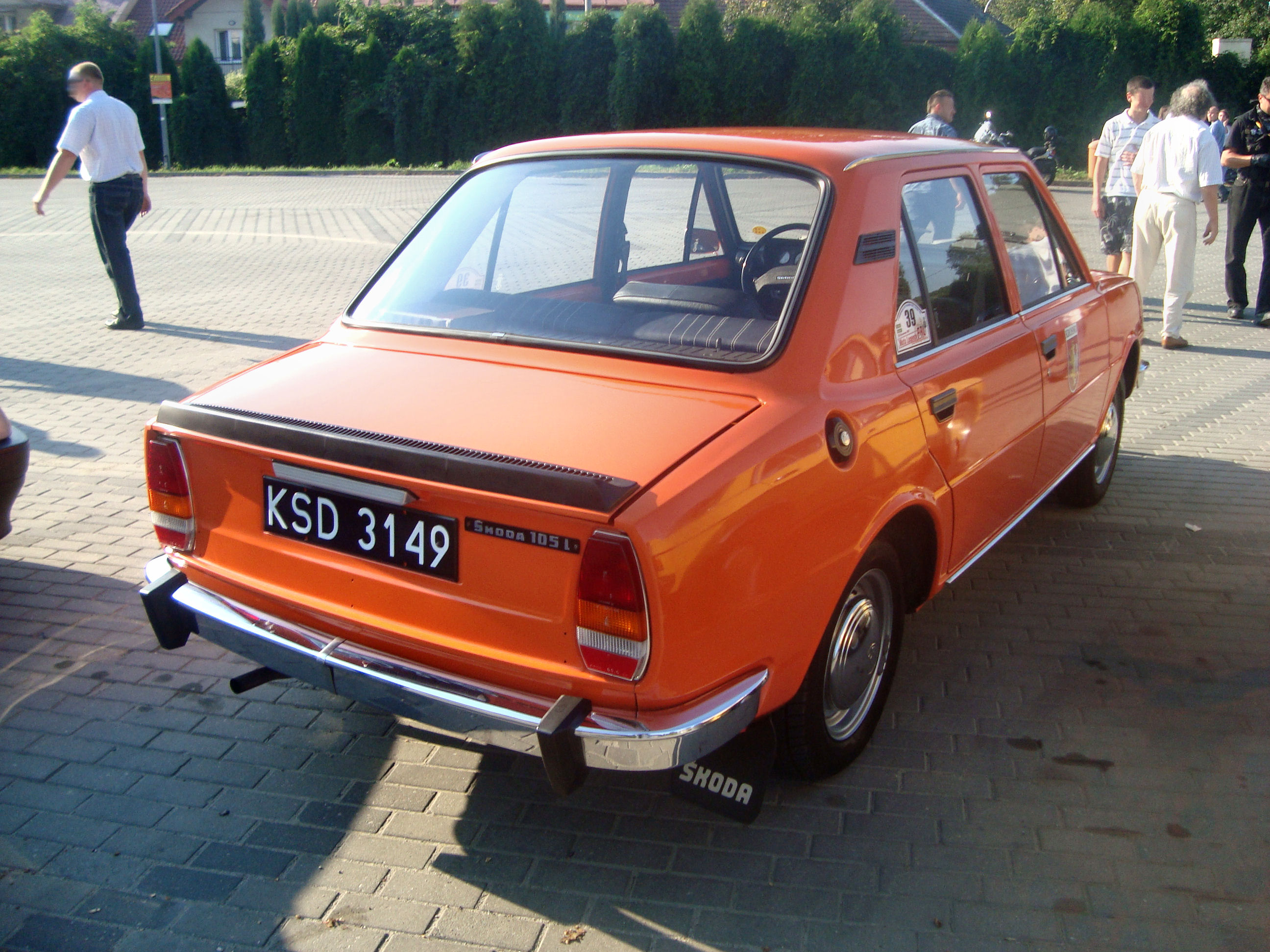
Škoda 105 S/L, Heck, mit Heckspoiler (1979–1983)
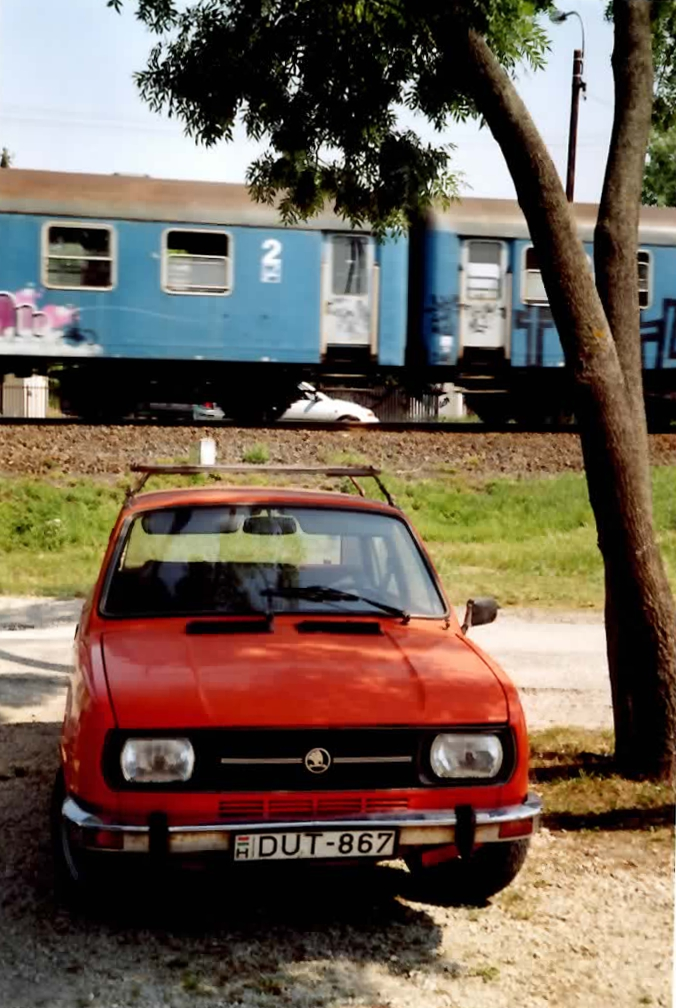
Škoda 105 L, mit Breitscheinwerfern (1981–1983)
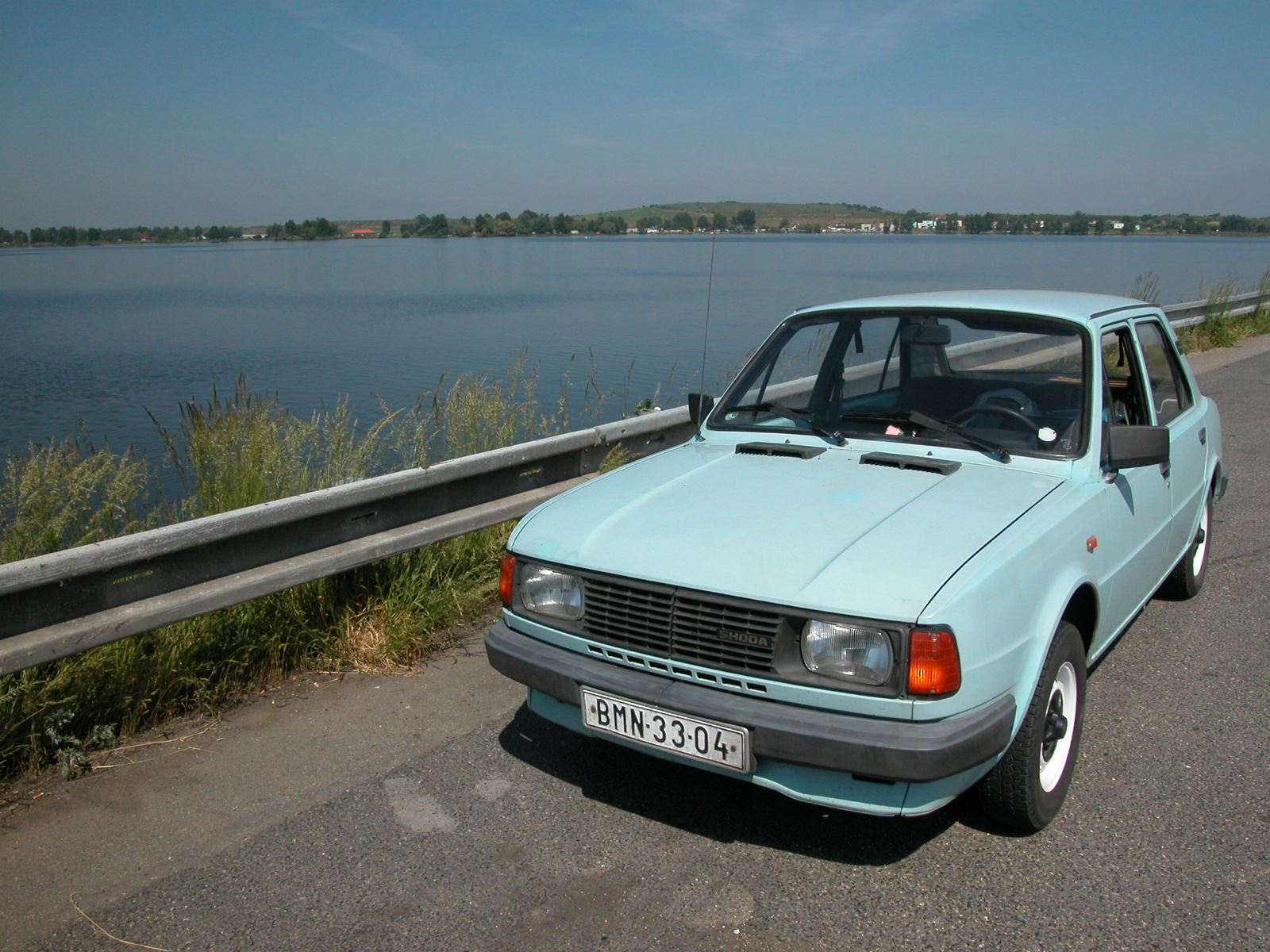
Škoda 105 S/L mit überarbeiteter Frontpartie (1983–1988)
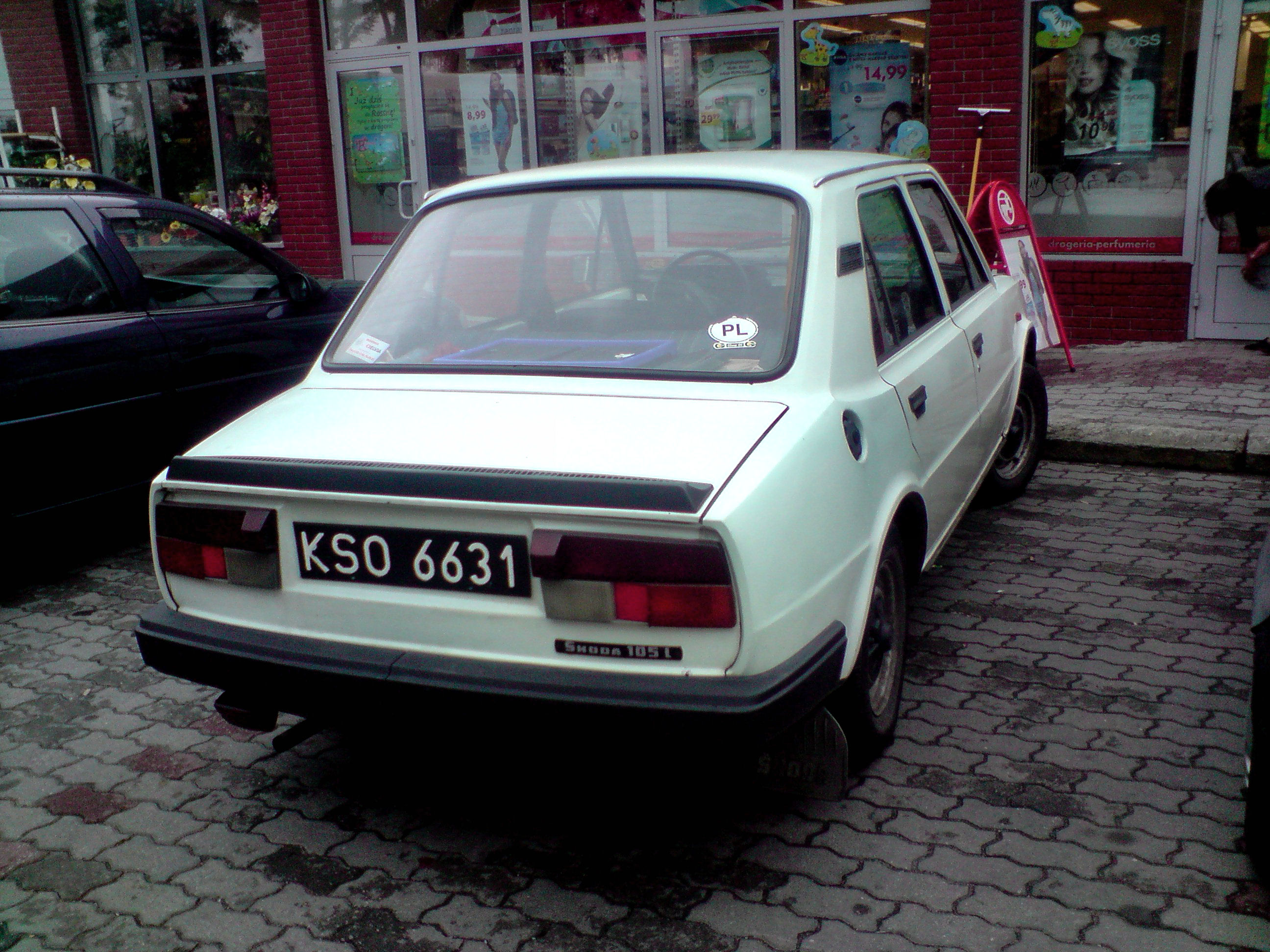
Škoda 105 S/L, mit geänderten Heckleuchten (1983–1988)

### Škoda 120 L, 120 LX, 120 LE, 120 GL, 120 LS, 120 GLS, 125 L (Typ 742)
Diese grundsätzlich besser ausgestatteten Modelle verfügten über etwas mehr Hubraum und Leistung. Wie auch bei den kleineren Motoren erfolgte 9/84 eine geringfügige Leistungsminderung. Innerhalb des Produktionsablaufes gab es mehrere Modernisierungen.
- Škoda 120 L Äußerlich mit dem 105 L identisch. Technisch hat er den größeren Motor und einen Bremskraftverstärker (ab 10/81) sowie Intervallschaltung für Scheibenwischer.[15] Ab Herbst 1981 gab es Breitscheinwerfer. Nur für den Binnenhandel gab es außerdem die Variante Škoda 120, diese behielt die Rundscheinwerfer nach 1981 bei.[12]
- Škoda 120 LS Unterschiede zum 120 L: Bis 8/83 mit Doppelscheinwerfern. Integrierte Kopfstützen vorn, Rollgurte vorn, heizbare Heckscheibe, elektronischer Drehzahlmesser, Mittelkonsole, Unterdruck-Bremskraftverstärker, leistungsgesteigerter Motor mit Ölkühler.[15] Die Leistungssteigerung wurde unter anderem durch von 8,5 auf 9,5 erhöhte Verdichtung, andere Düsenbestückung im Vergaser und geänderte Steuerzeiten erreicht.[11]
- Škoda 120 LX Produziert ab September 1984. Unterschiede zum 120 LS: Fünfganggetriebe.
- Škoda 120 GLS Produziert ab August 1978.[16]   Unterschiede zum 120 LS: Anfangs plastgalvanisierte Scheinwerfereinfassung und -Grill, abschließbares Handschuhfach, Mittelkonsole, reichlich Dämmmaterialien, Leichtmetallgitter am Heck (aber von Anfang an ohne Entlüftungsschlitze im Heckblech). Ab Ende 1979 waren die Scheinwerfereinfassungen nicht mehr verchromt, sondern schwarz und der Grill neu gestaltet. Außerdem gab es am GLS fortan eine schwarze Zierleiste am Heck sowie Schutzleisten an den Flanken.[8] Ab Herbst 1981 gab es eine modifizierte Instrumententafel, Scheibenwisch-Intervallschalter, optional einen Bugspoiler und bereits jene breiten Heckleuchten, die später an allen Modellen eingeführt wurden.[12] Der GLS wurde, anfangs noch parallel mit dem 110 R, in einem Nebenwerk von Mlada Boleslav hergestellt.[6]

- Baujahr: 1976–1989
- Motor: Viertakt-Ottomotor, wassergekühlt, Reihenvierzylinder OHV, Heckmotor längsliegend
- Hubraum: 1174 cm³
- Leistung: 36,7 kW (49,5 PS) bei 4200 min−1 (bis 8/83 38,3 kW (52 PS)) (120, 120 L, 120 LE, 120 GL); 40,5 kW (54,6 PS) bei 5200 min−1 (bis 10/83 43 kW (58 PS)) (120 LS, 120 GLS, 120 LX, 125 L)
- Gewicht: Leergewicht nach Ausstattung 855 bis 915 kg
- Geschwindigkeit: 140 km/h (120, 120 L, 120 LE, 120 GL), 150 km/h (120 LS, GLS)
- Verbrauch: 6,4 bis 9,7 Liter auf 100 km
- Produzierte Fahrzeuge: 1.070.693 (Škoda 120), 50.041 (Škoda 125 L)

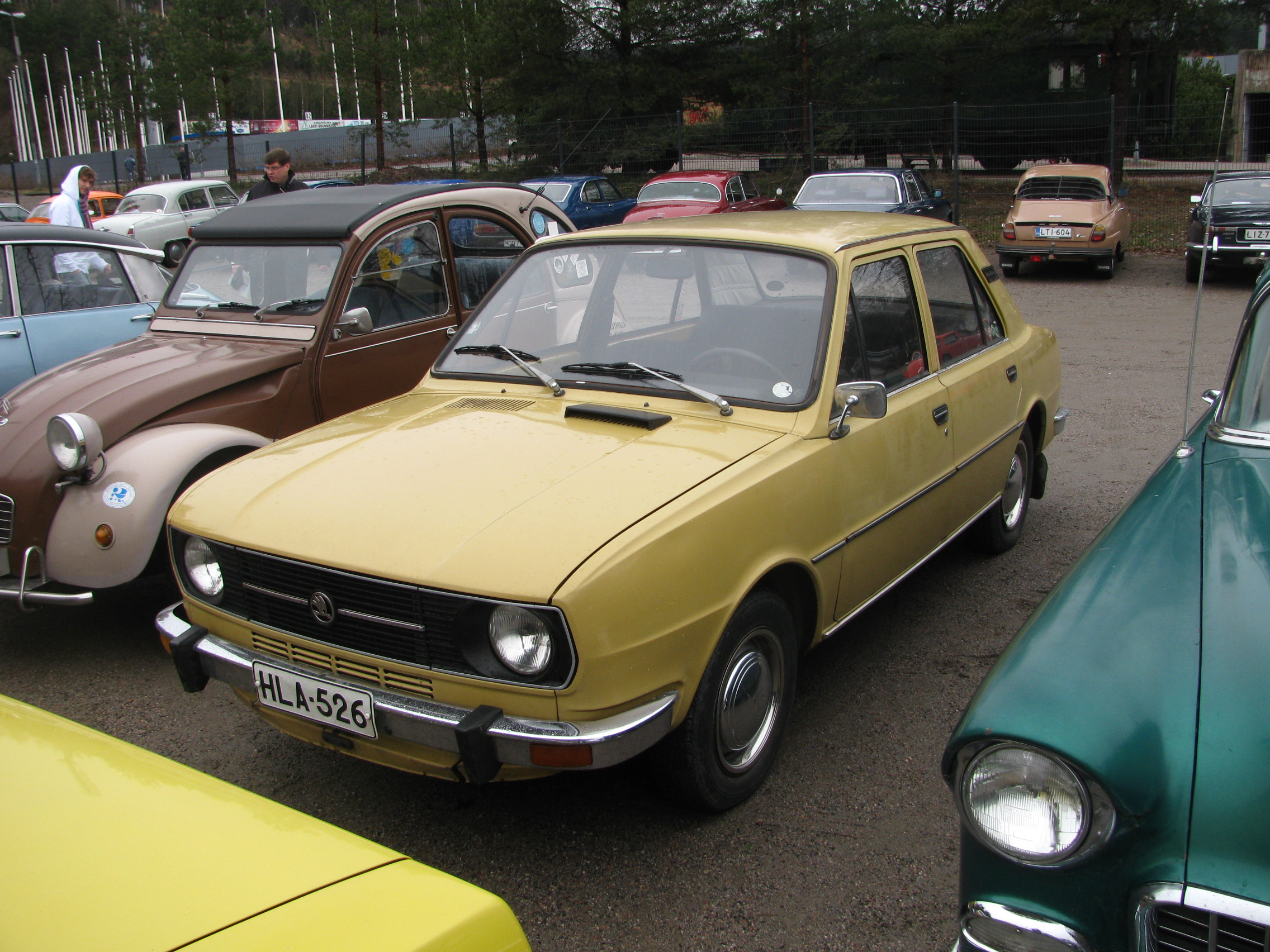
Škoda 120 L mit Rundscheinwerfern (1976–1981)
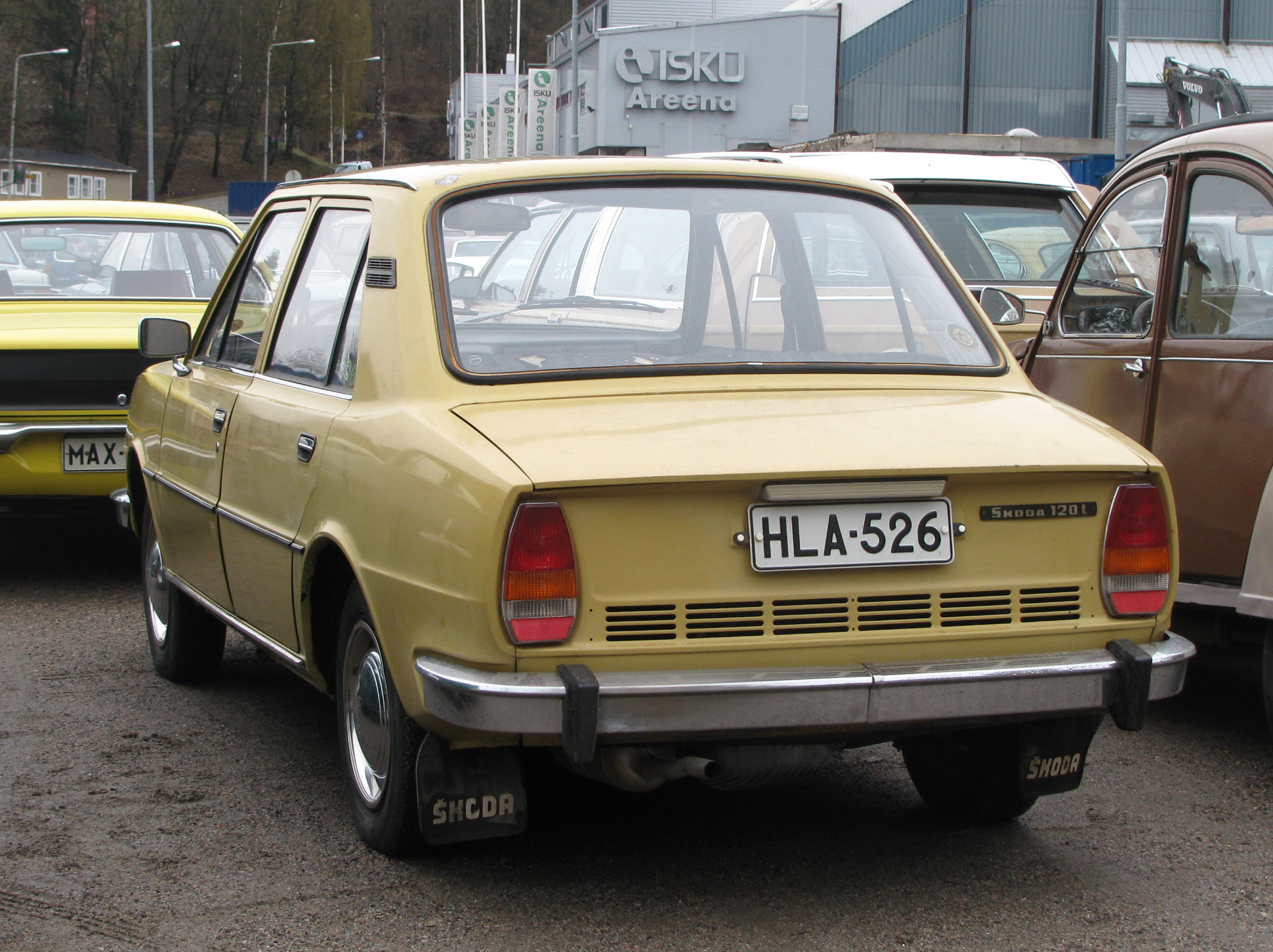
Škoda 120 L, Heckgestaltung 1976–1978
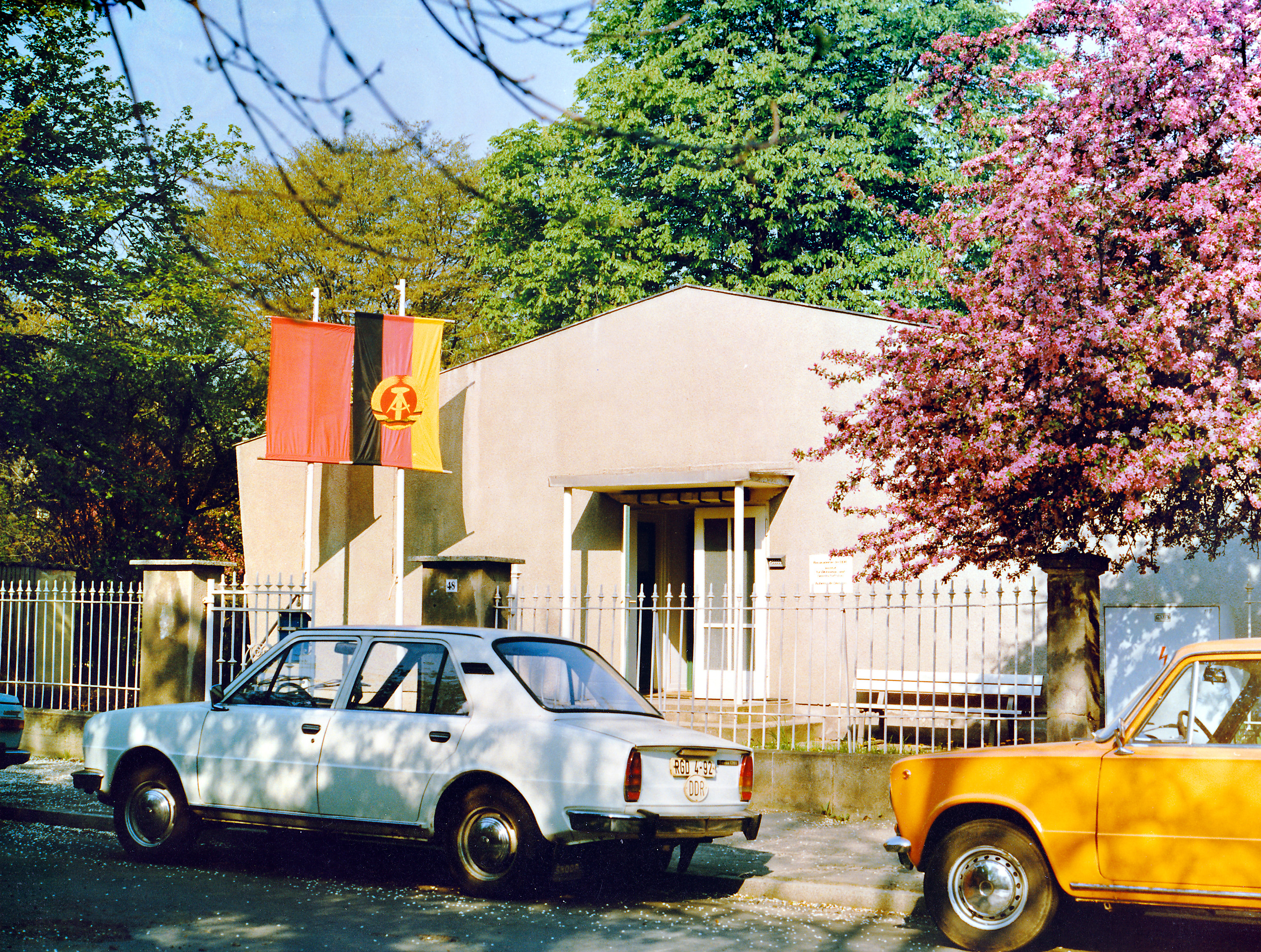
Škoda 120 L, Heckgestaltung 1978–1979
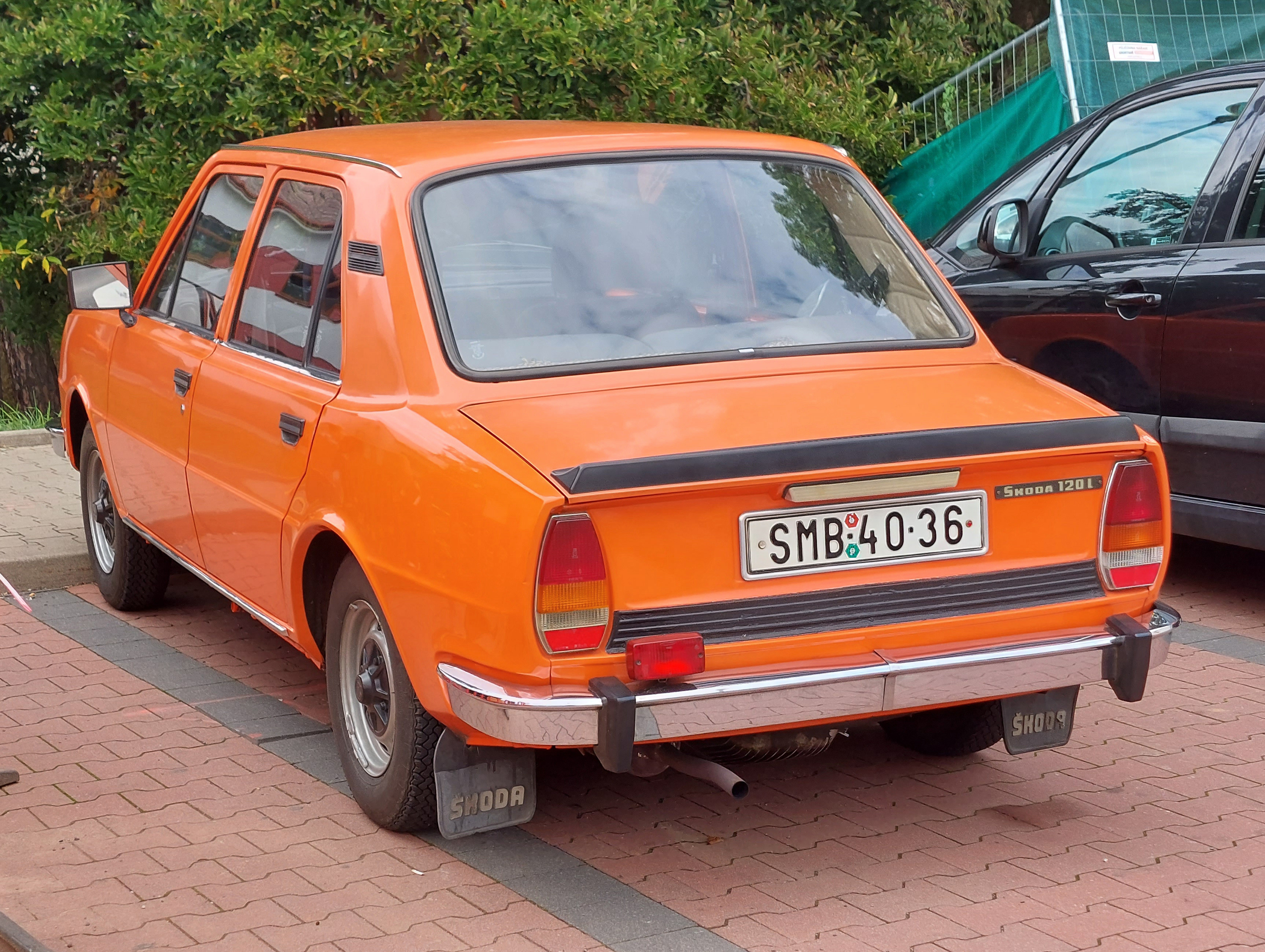
Škoda 120 L, Heckgestaltung 1979–1983
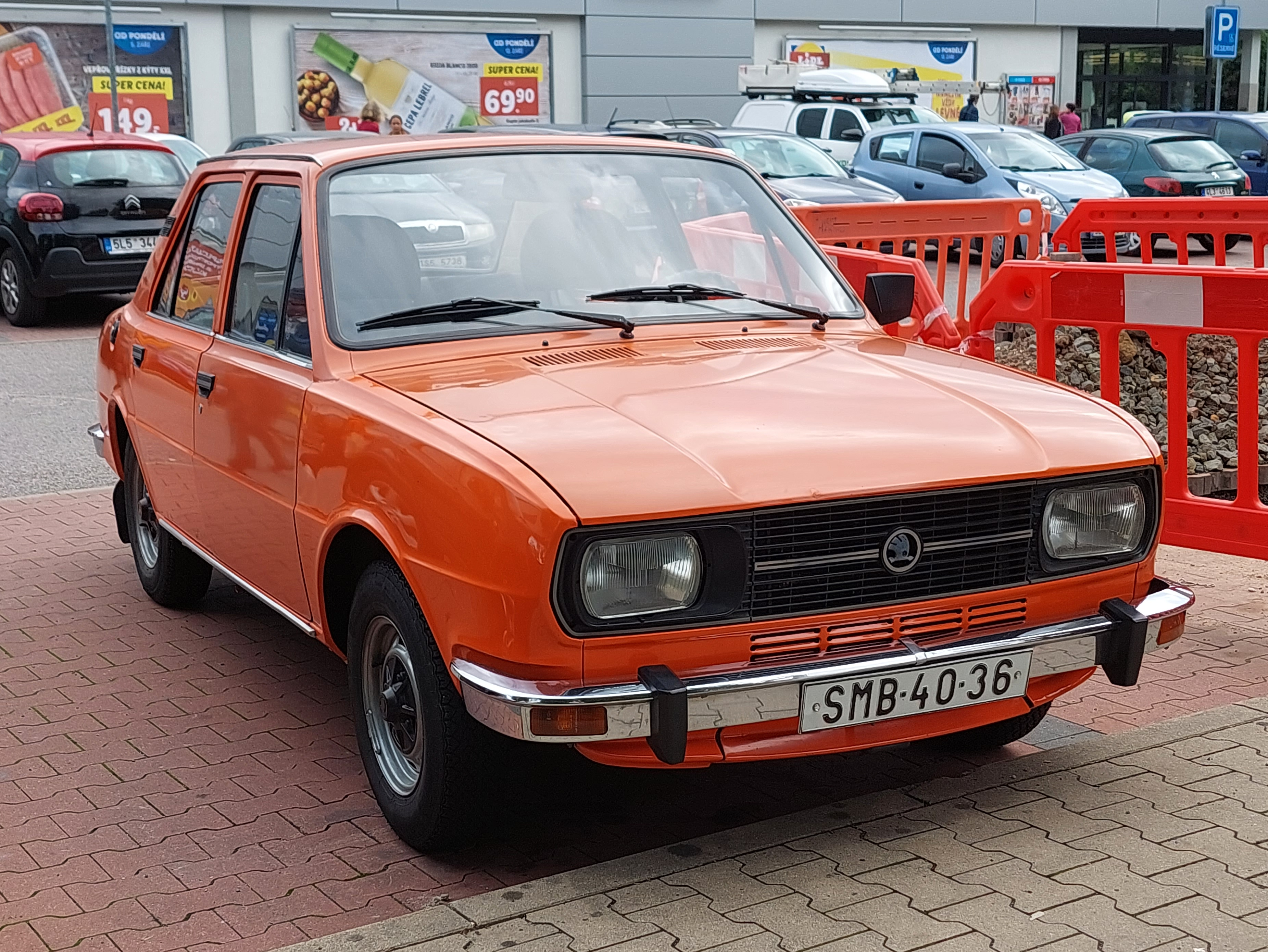
Škoda 120 L mit Breitscheinwerfern (1981–1983)
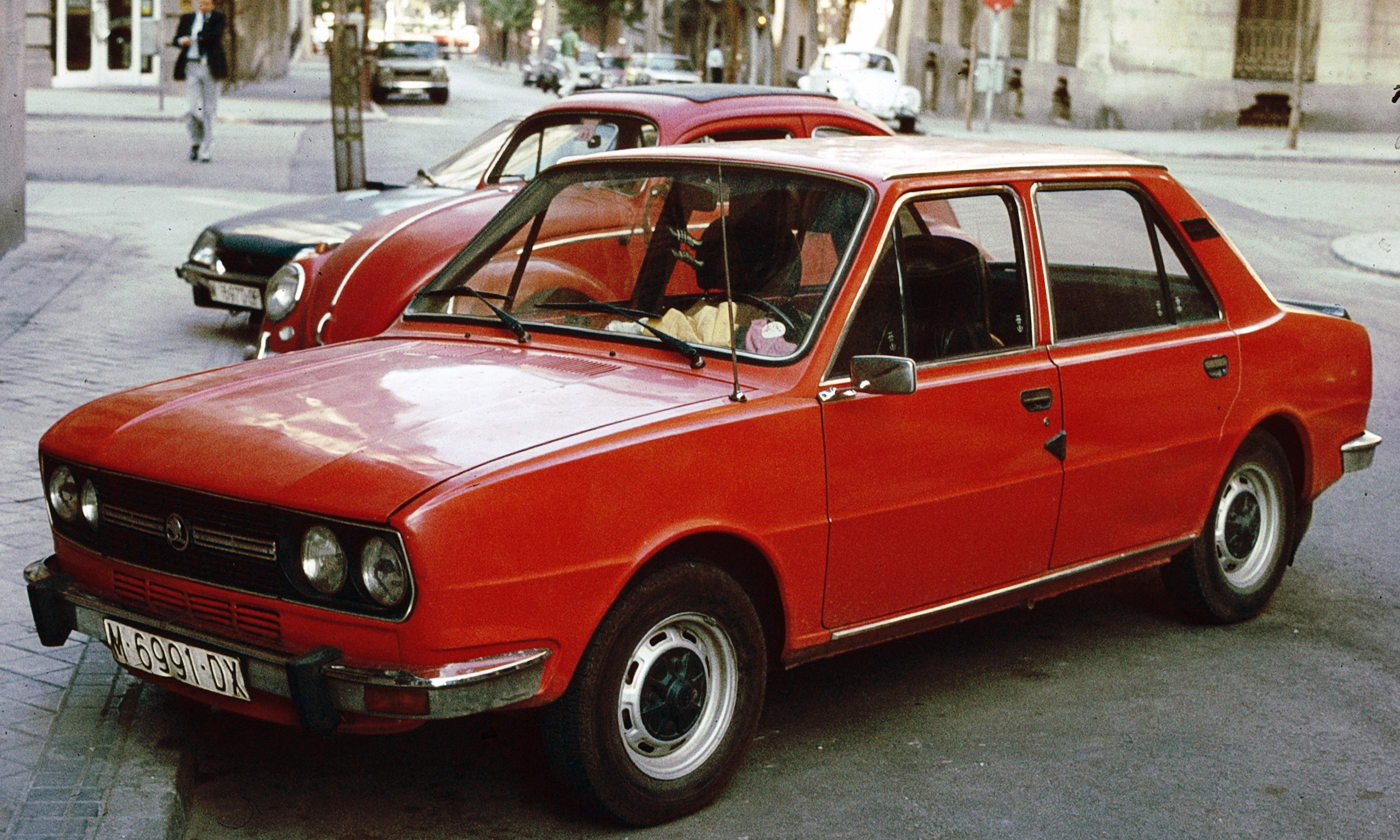
Škoda 120 LS mit Doppelscheinwerfern und Chromzierrat (1976–1981)
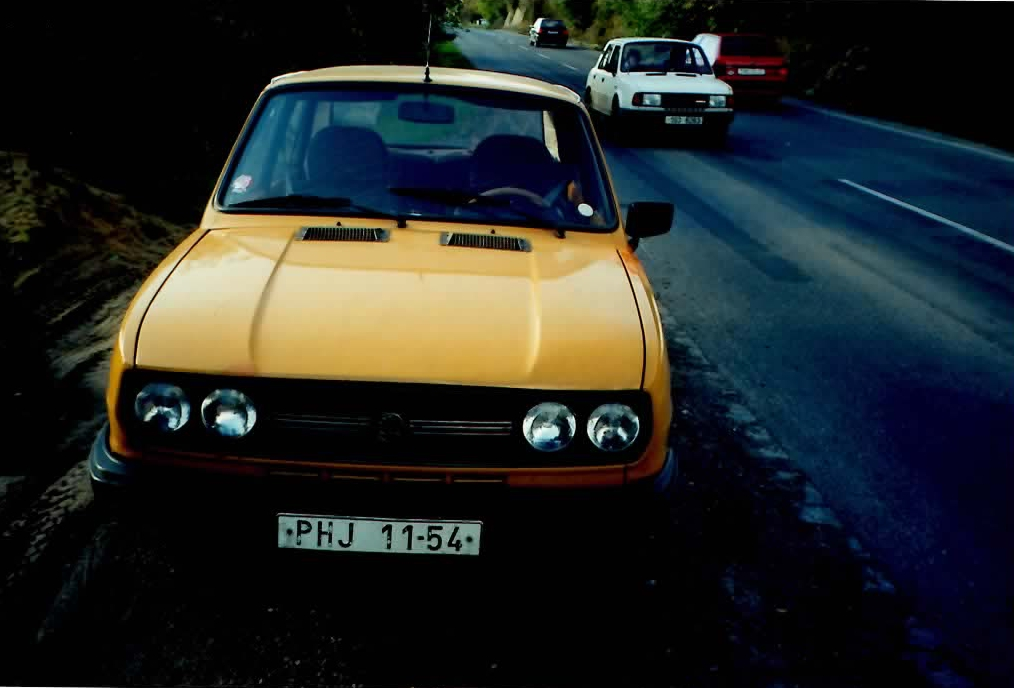
Škoda 120 LS mit weniger Chrom und den optionalen Kunststoff-Stoßfängern (1981–1983)
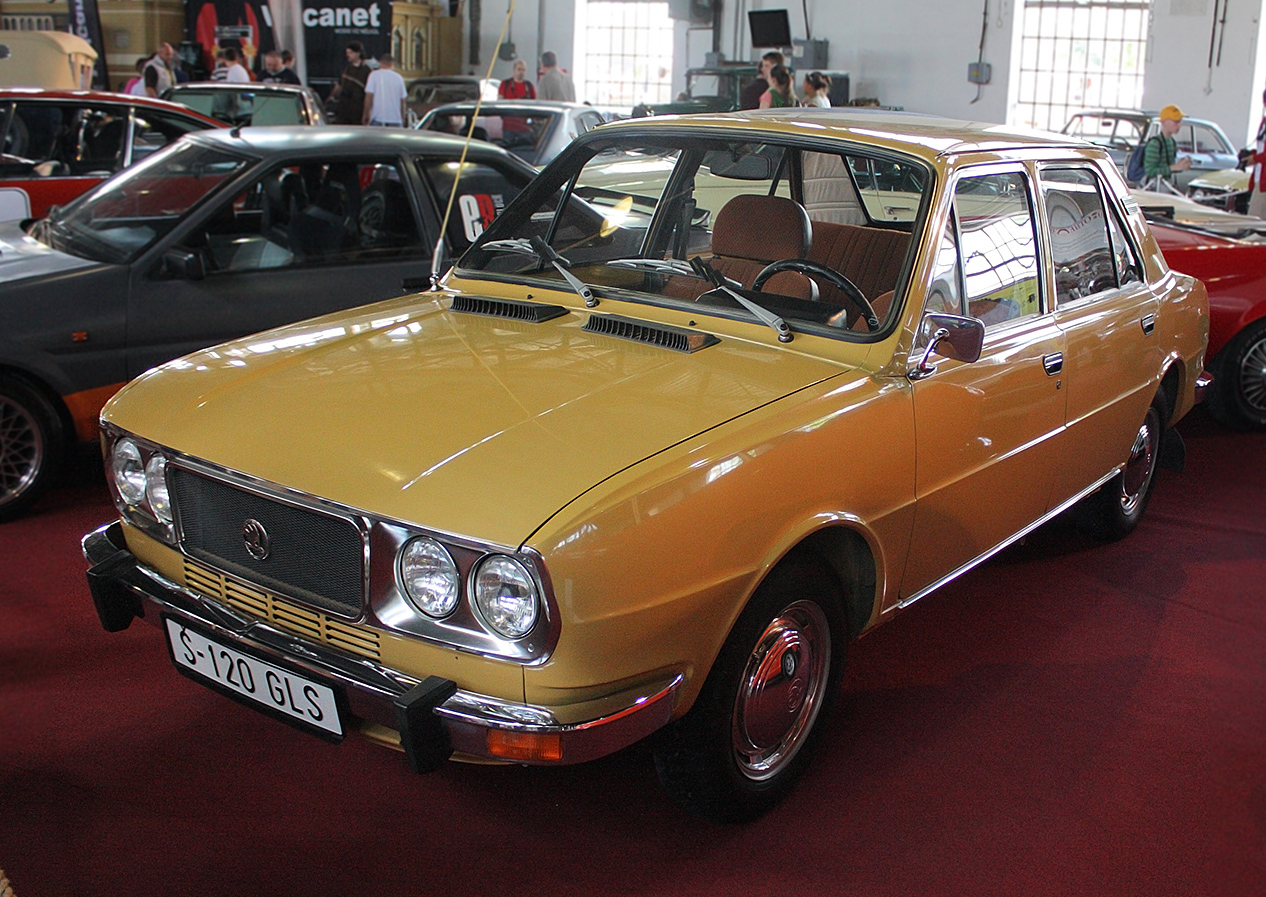
Škoda 120 GLS, mit verchromter Frontpartie (1978–1979)
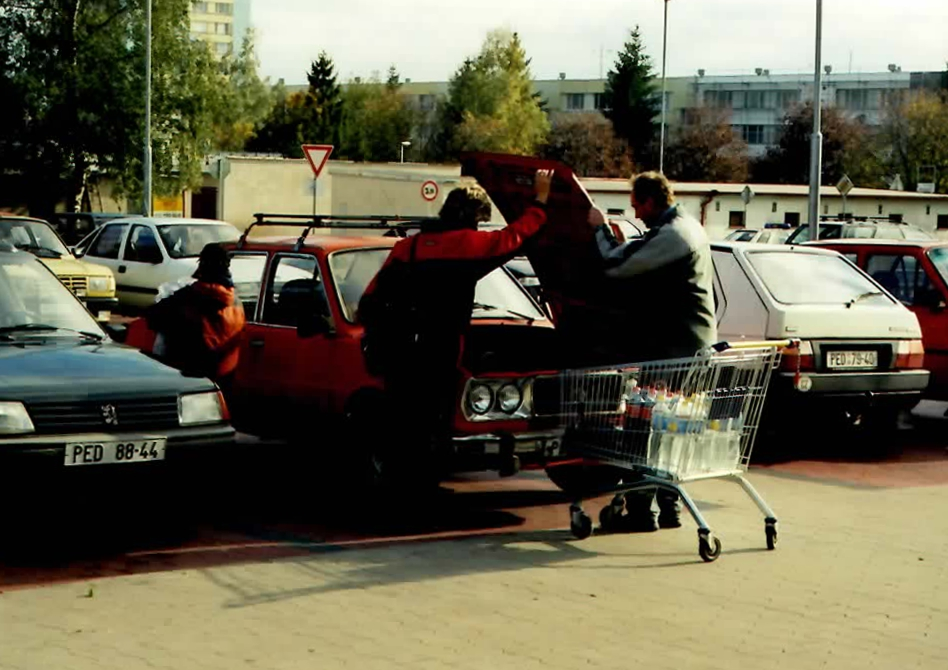
Škoda 120 GLS mit seitlich geöffneter Motorhaube.
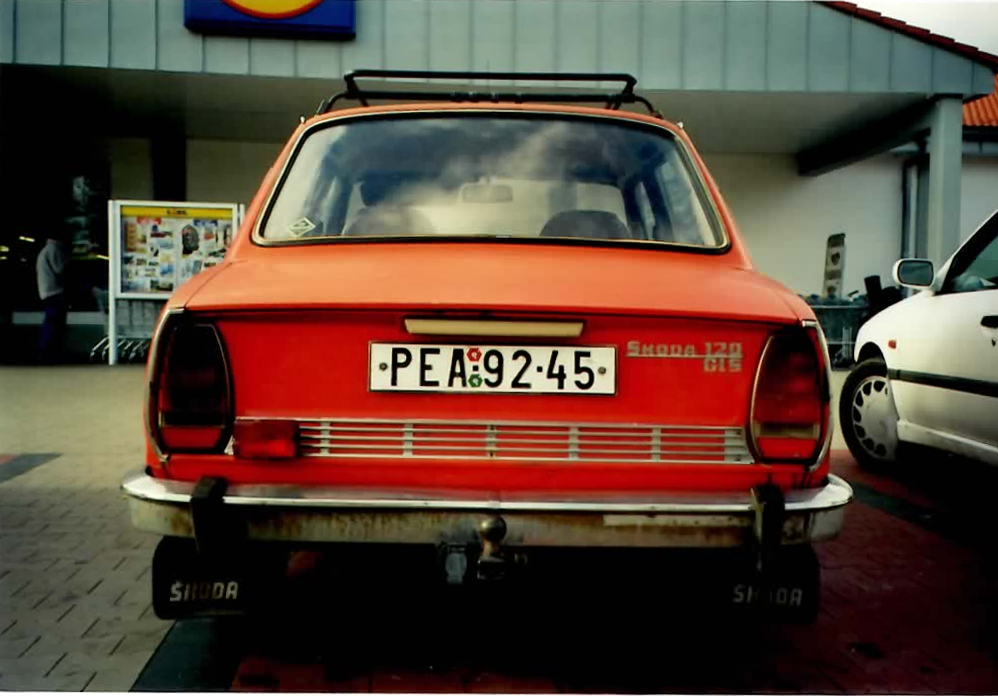
Škoda 120 GLS, Heck mit Chrom und ohne Spoiler (1978–1979)
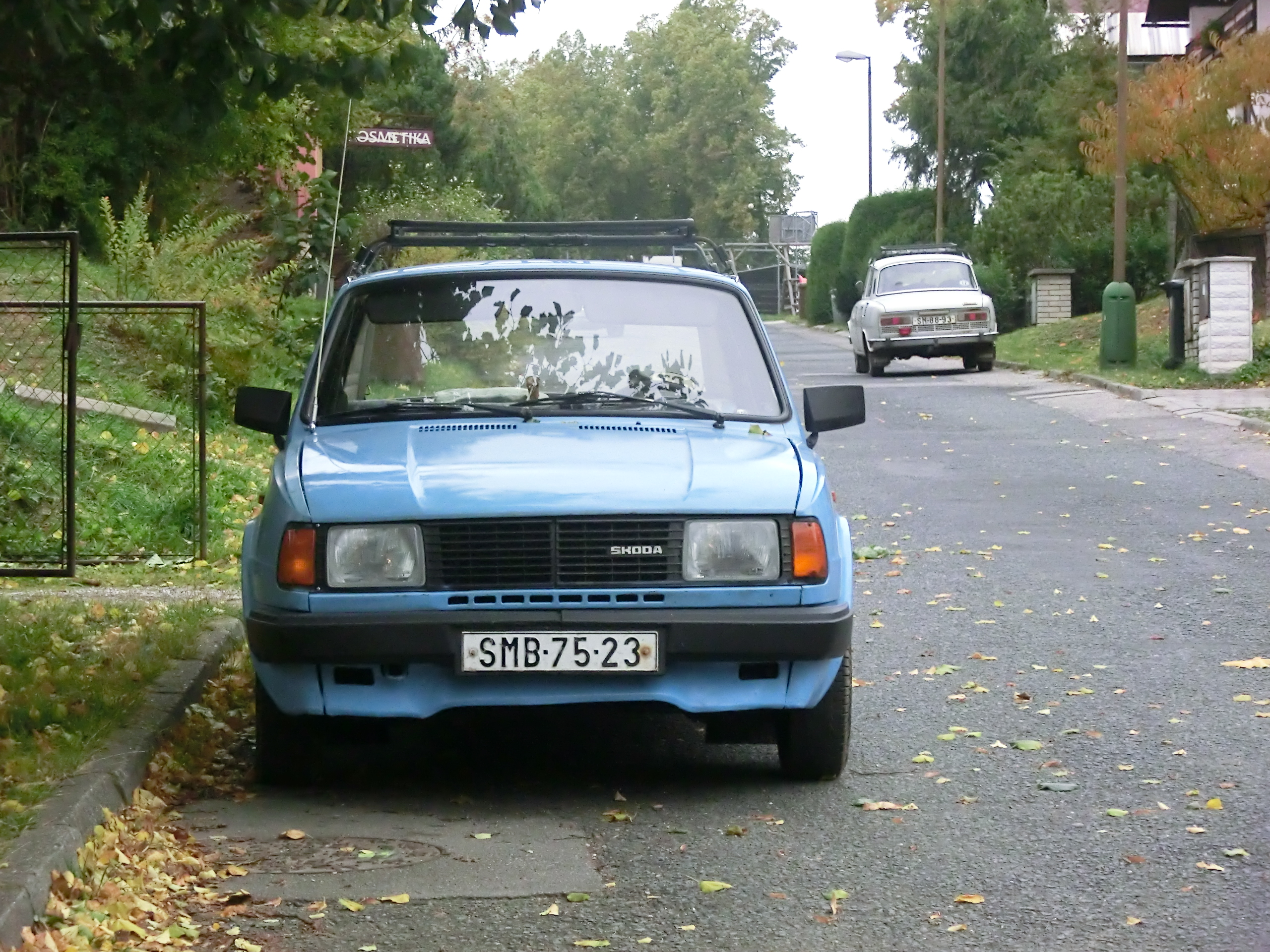
Škoda 120 L/LS/GLS, überarbeitete Frontpartie (1983–1989)
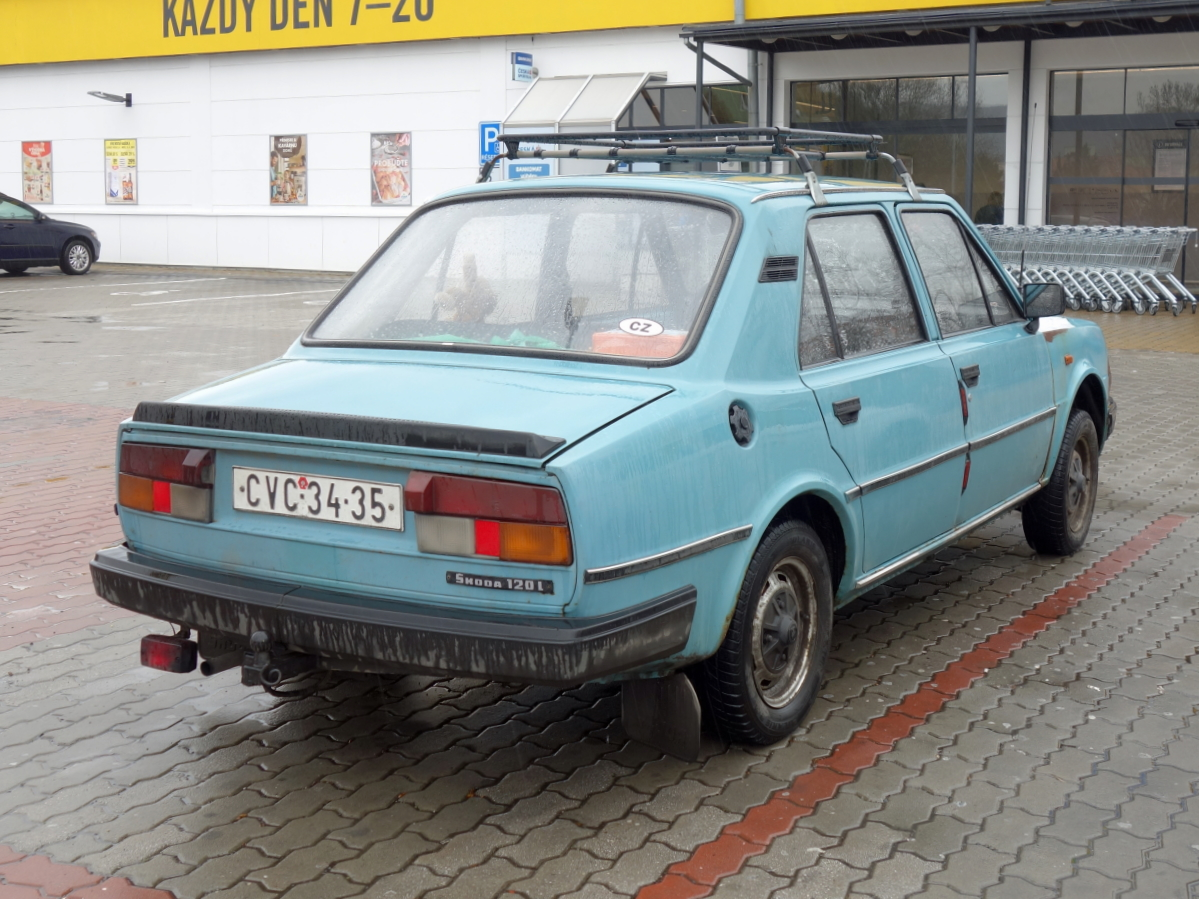
Škoda 120 L/LS/GLS, überarbeitete Heckpartie (1983–1989; am GLS bereits ab 1981)
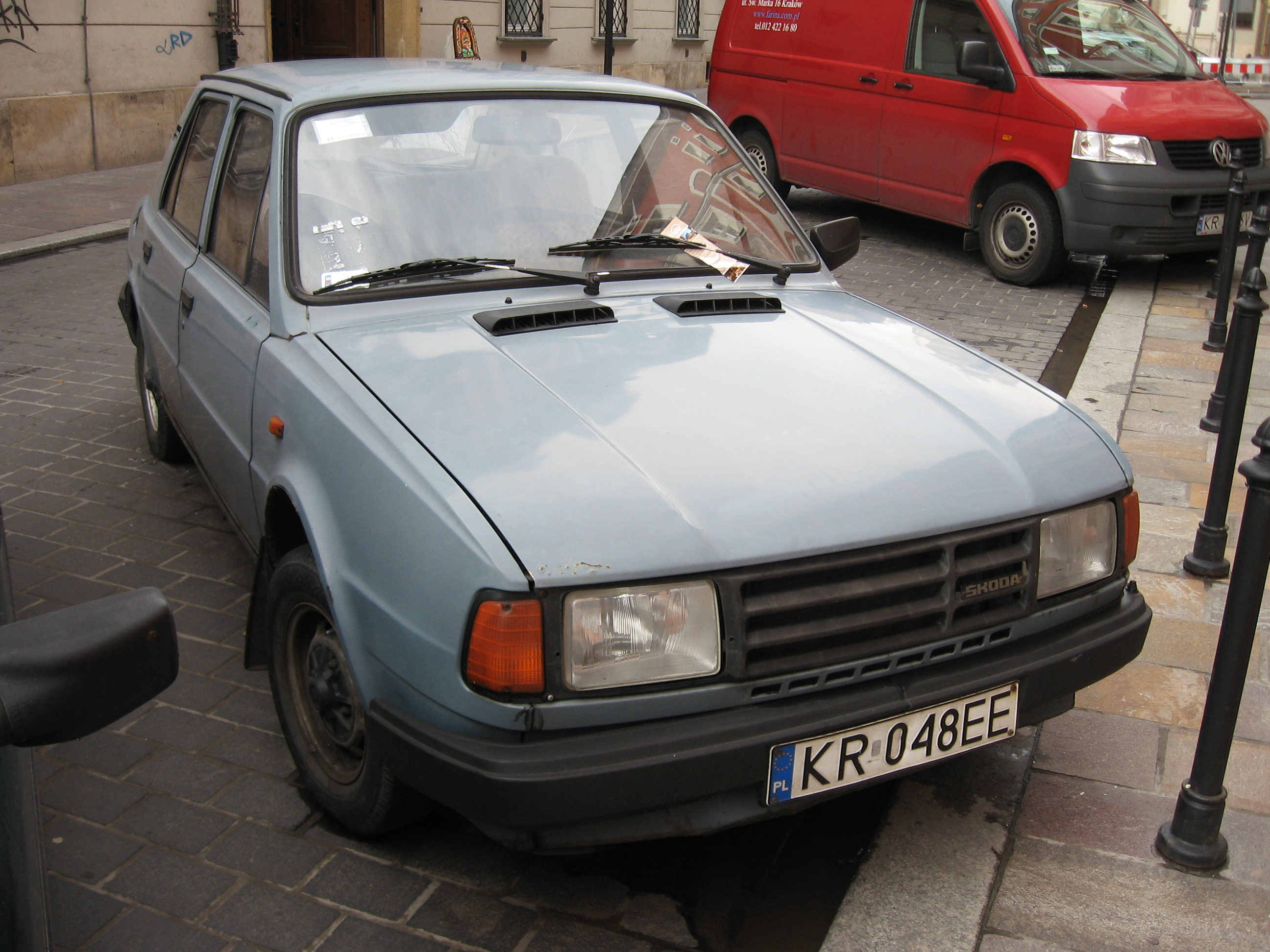
Škoda 120 L/LS/GLS, Frontpartie mit geändertem Kühlergrill.
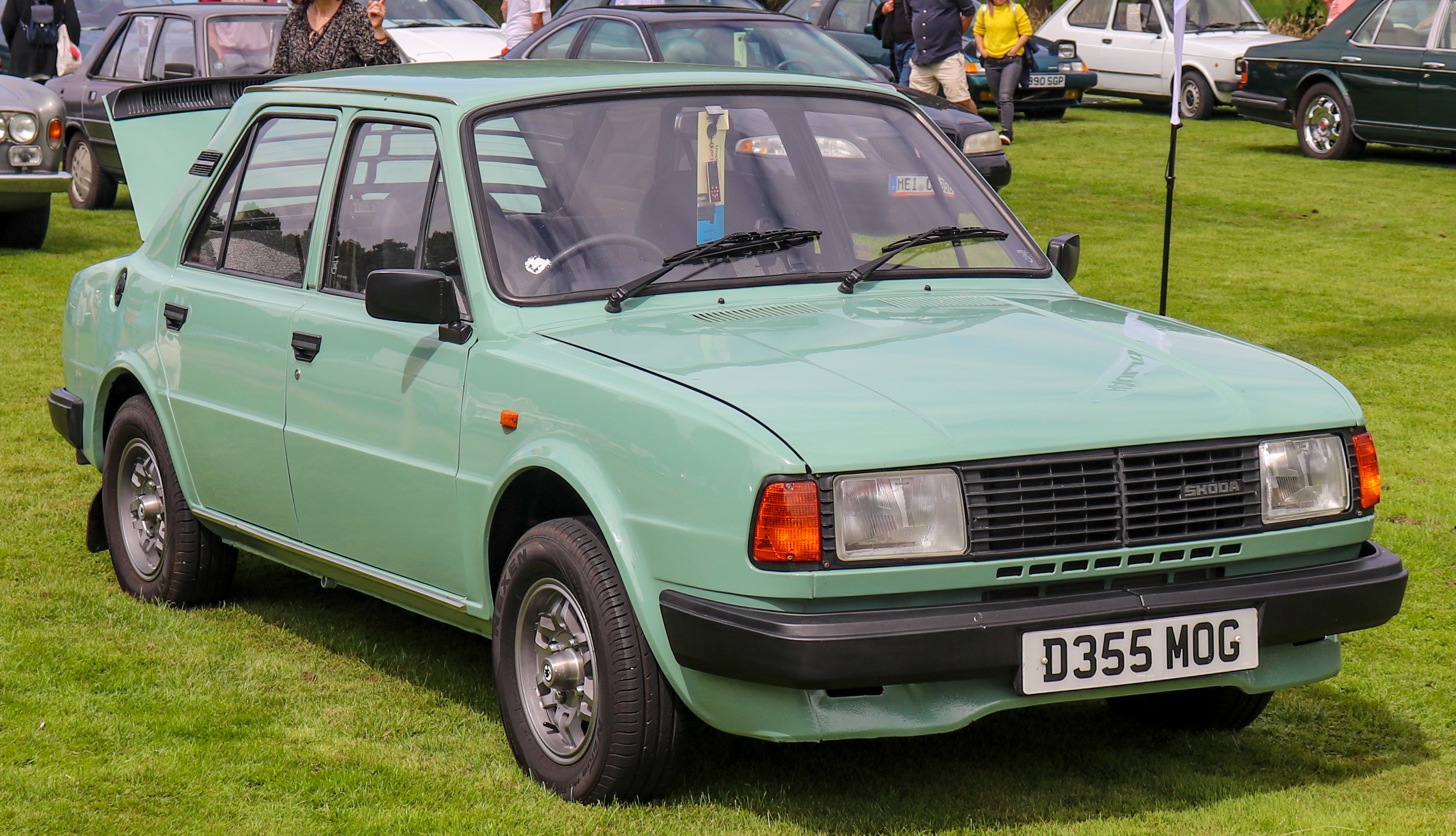
Škoda Estelle 120 L in Großbritannien

### Škoda 130 L, 130 GL, 135 L, 136 L (Typ 742)
In Großbritannien wurde diese Reihe als Škoda Estelle bezeichnet.
- Škoda 130 L Motor mit mehr Hubraum und geringfügig mehr Leistung, Fünfganggetriebe, hergestellt ab 9/1984
- Baujahr: 1984–1990
- Motor: Viertakt-Ottomotor, wassergekühlt, Reihenvierzylinder OHV, Heckmotor längsliegend
- Hubraum: 1289 cm³
- Leistung: 43 kW bei 5000 min−1 (130, 135) 46 kW bei 5000 min−1 (136)
- Gewicht: 855 bis 890 kg
- Geschwindigkeit: 150 km/h
- Verbrauch: 5,8 bis 8,9 Liter auf 100 km (130) 5,7 bis 8,9 Liter auf 100 km (135, 136)
- Produzierte Fahrzeuge: 50.819 (Škoda 130, 135), (1.631 Škoda 136)
- Besonderes: In den Jahren 1991 bis 1994 wurden in Mladá Boleslav Ersatzteile in Handarbeit zu Autos zusammengesetzt; diese Autos haben Favorit-Motoren und Karosserieteile der vergangenen 20 Jahre, auch vom 1100-MB. Diese Modelle sind nur schwer zu unterscheiden.
- Eine Verwechselungsgefahr besteht bezüglich der Bezeichnung auch mit dem Škoda 130 RS, der jedoch eine Variante des Škoda 110 R darstellt.

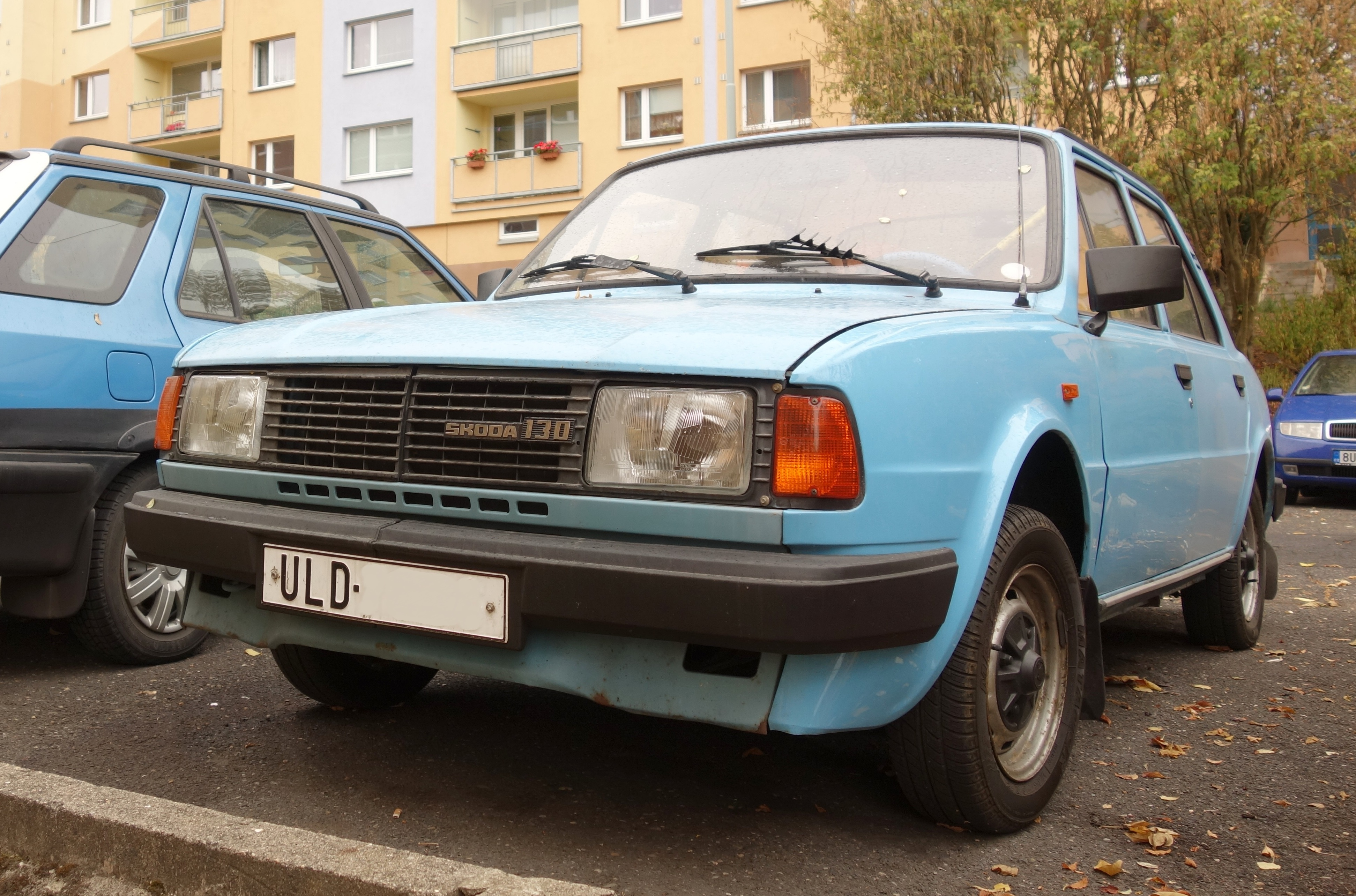
Škoda 130 L
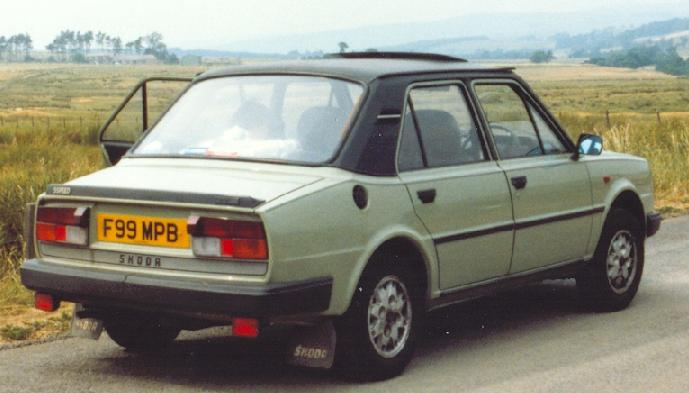
Škoda 130 L (Škoda Estelle)
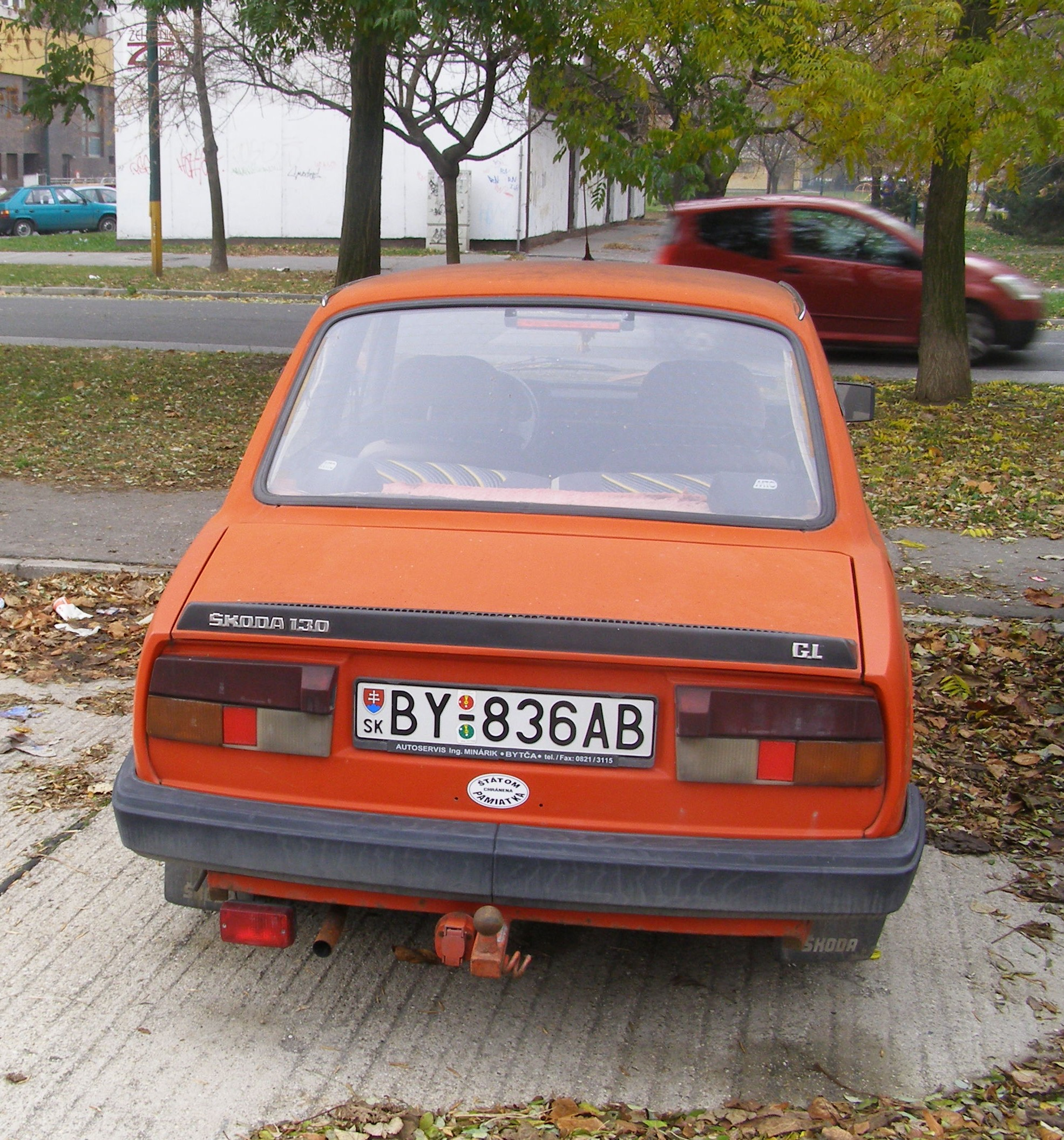
Škoda 130 GL
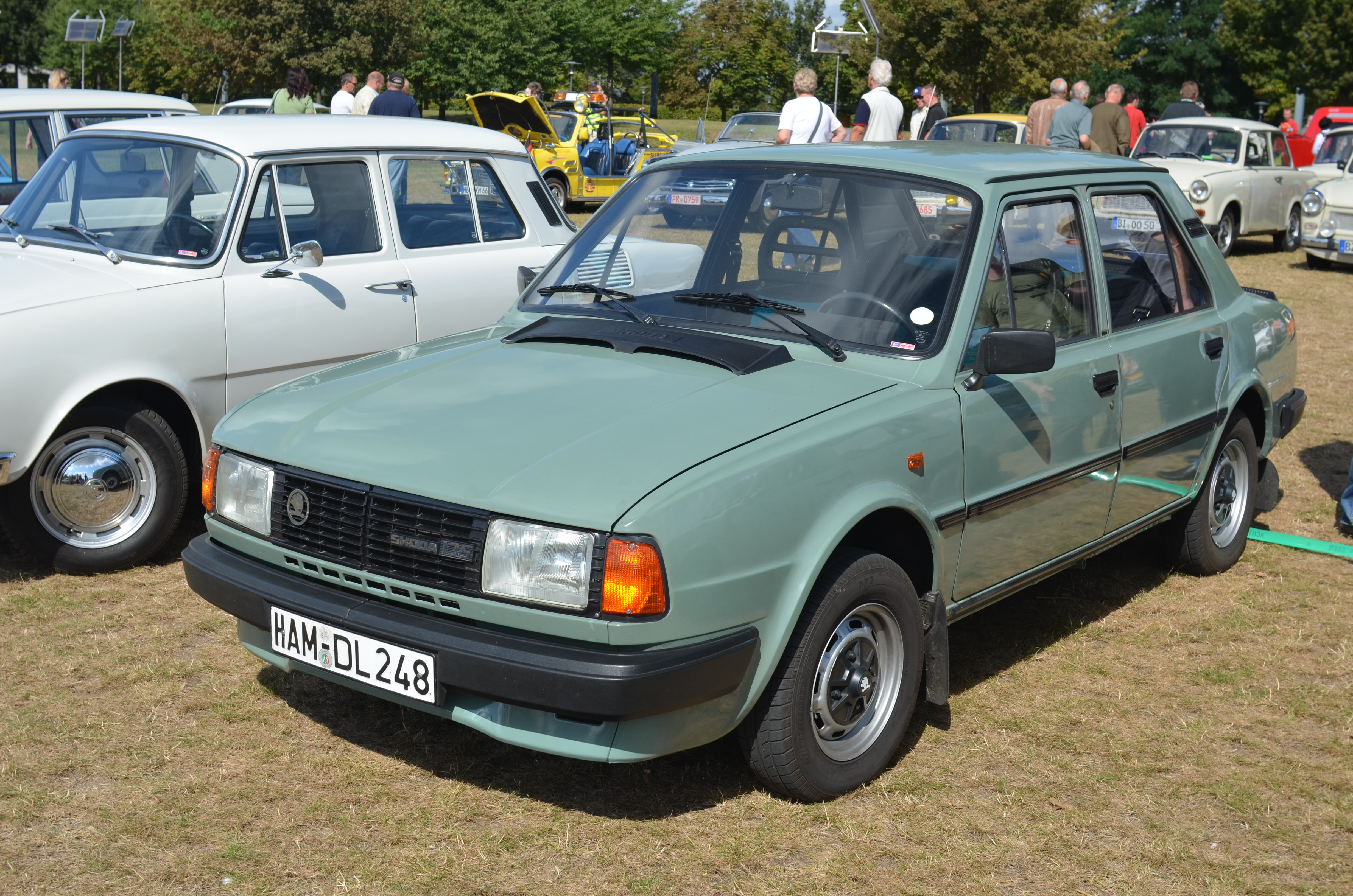
Škoda 135
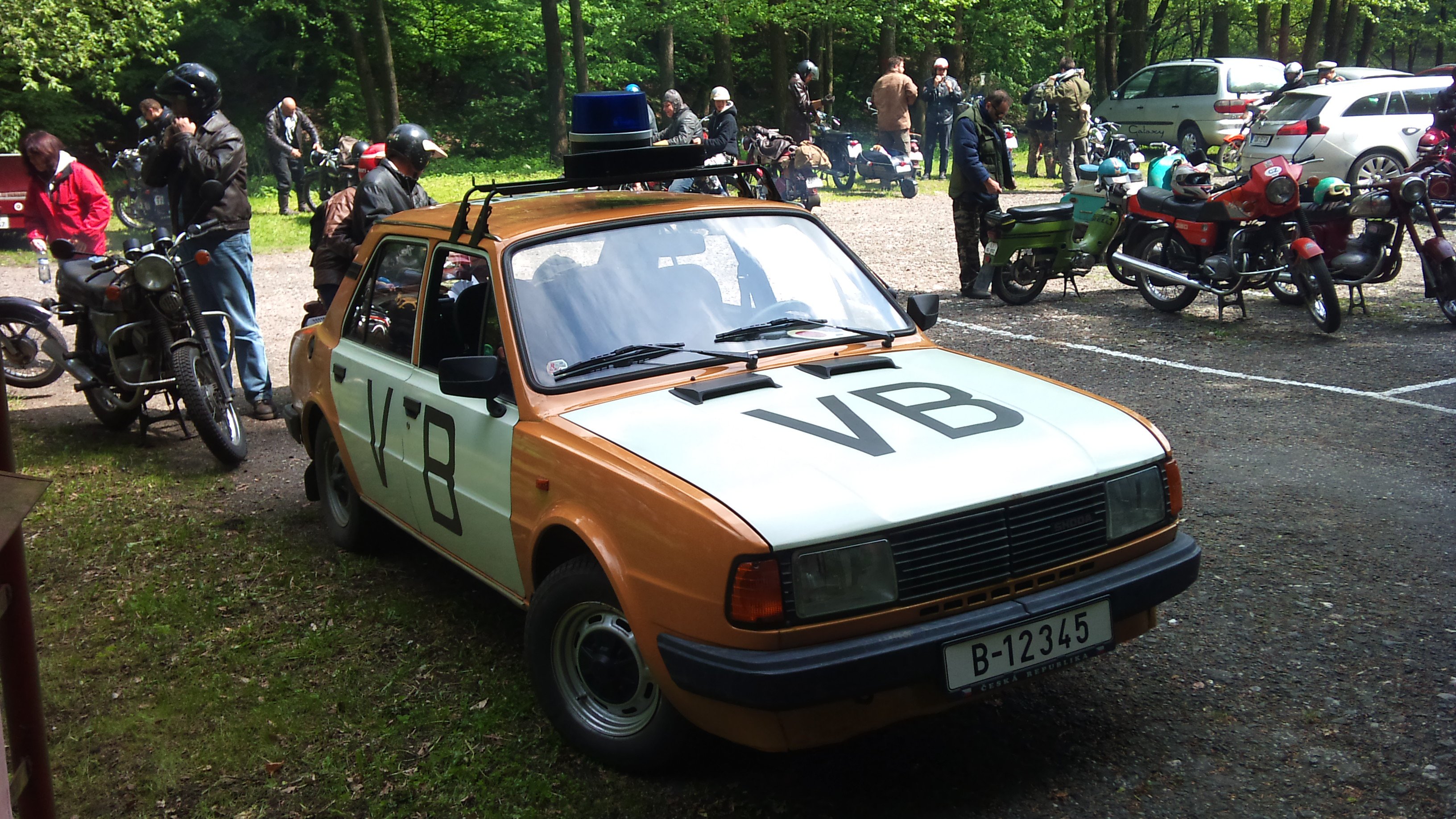
Polizeiwagen VB aus der ČSSR

### Škoda Garde und Rapid (Typ 742)

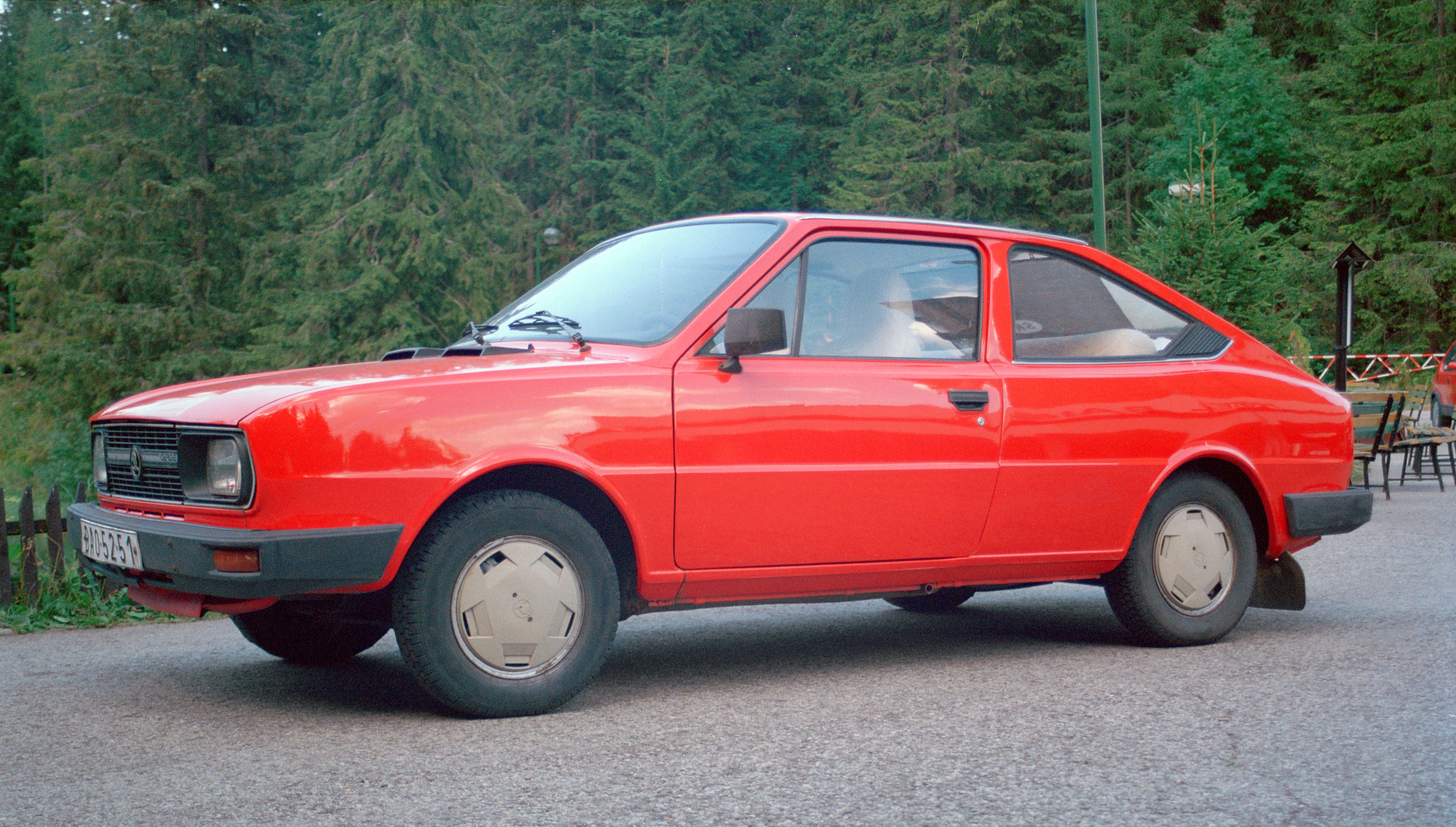
Škoda Garde

Auch vom Škoda 742 sollte es ein Coupé geben, der Škoda 110 R sollte nicht ohne Nachfolge bleiben. Die Modellablösung zog sich jedoch ungewöhnlich lange hin, erst 1981 wurde auf der Maschinenbaumesse in Brünn der Škoda Garde präsentiert. Der Garde war dabei nicht nur schlicht eine Coupé-Ausführung, sondern hatte ein grundlegend überarbeitetes Fahrwerk mit Schräglenker-Hinterachse, die wenige Jahre später auch in anderen Škoda-Modellen Einzug halten sollte. 1984 wurde die Bezeichnung des Coupés in Škoda Rapid geändert.

### Tabellarische Übersicht
| Modell    | Ausstattungen      | Motortyp | Hinterachse       | Hubraum, Bohrung/Hub | Leistung                              | Drehmoment                              | Getriebe         | Höchstgeschwindigkeit | Kraftstoff |
| --------- | ------------------ | -------- | ----------------- | -------------------- | ------------------------------------- | --------------------------------------- | ---------------- | --------------------- | --- |
| Škoda 105 | S, SP, L, GL       | 742.10   | Pendelachse       | 1046 cm³, 68/72 mm   | ČSN 33,9 kW, ISO 33,1 kW bei 4800/min | ČSN 74,5 N·m, ISO 72,8 N·m bei 3000/min | 4-Gang-Schaltung | 130 km/h              | BA 90 |
| Škoda 120 | –, L, GL, LE       | 742.12   | Pendelachse       | 1174 cm³, 72/72 mm   | ČSN 38,3 kW, ISO 36,7 kW bei 5000/min | ČSN 85,2 N·m, ISO 82,0 N·m bei 3000/min | 4-Gang-Schaltung | 140 km/h              | BA 90 |
| Škoda 120 | LS, GLS, LX        | 742.12X  | Pendelachse       | 1174 cm³, 72/72 mm   | ČSN 42,7 kW, ISO 40,5 kW bei 5200/min | ČSN 90,2 N·m, ISO 85,5 N·m bei 3250/min | 4-Gang-Schaltung | 150 km/h              | BA 95 |
| Škoda 125 | L                  | 742.12   | Pendelachse       | 1174 cm³, 72/72 mm   | ISO 36,7 kW bei 5000/min              | ISO 82,0 N·m bei 3000/min               | 5-Gang-Schaltung | 150 km/h              | BA 91 |
| Škoda 130 | L, GL              | 742.13   | Schräglenkerachse | 1289 cm³, 75,5/72 mm | ISO 43,0 kW bei 5000/min              | ISO 97,0 N·m bei 2850/min               | 5-Gang-Schaltung | 150 km/h              | BA 95 |
| Škoda 135 | Si, L, Li, GL, GLi | 742.135  | Schräglenkerachse | 1289 cm³, 75,5/72 mm | ISO 43,0 kW bei 5000/min              | ISO 94,0 N·m bei 3000/min               | 5-Gang-Schaltung | 150 km/h              | BA 91 (verbleit oder bleifrei)                                                                                             |
| Škoda 136 | Si, L, Li, GL, GLi | 742.136  | Schräglenkerachse | 1289 cm³, 75,5/72 mm | ISO 46,0 kW bei 5000/min              | ISO 100,0 N·m bei 3000/min              | 5-Gang-Schaltung | 150 km/h              | BA 96 (bleifrei oder verbleit, abhängig vom Modell, weiße Farbe auf dem Zylinderkopf = verbleit; grün und blau = bleifrei) |

### Škoda 136 LR (Typ 745)
Der 136 LR ist eine Rallyversion.
- Baujahr: 12/1984–1988

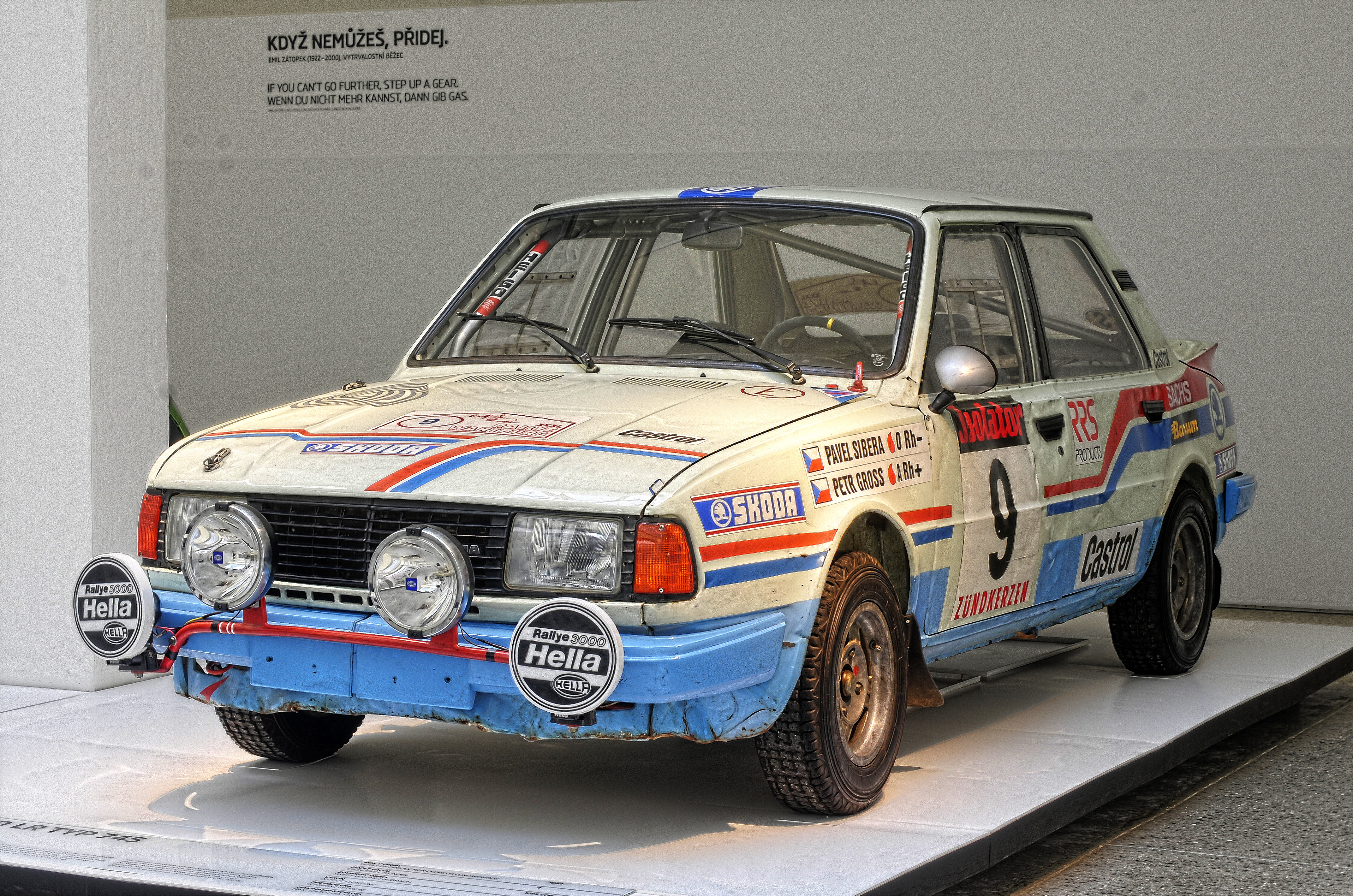
Škoda 136 LR (1984)

- Motor: Viertakt-Ottomotor, wassergekühlt, Reihenvierzylinder OHV, Heckmotor längsliegend, Weber-Vergaser
- Hubraum: 1289 cm³
- Leistung: 64 PS bei 6000 min−1, bis 129 PS bei 8000 min−1
- Abmessung: 4200 mm × 1610 mm × 1400 mm
- Geschwindigkeit: bis 220 km/h
- Karosserie: selbsttragend, Überrollkäfig
- Produzierte Fahrzeuge: staatlich genehmigte Serie von 200 Stück

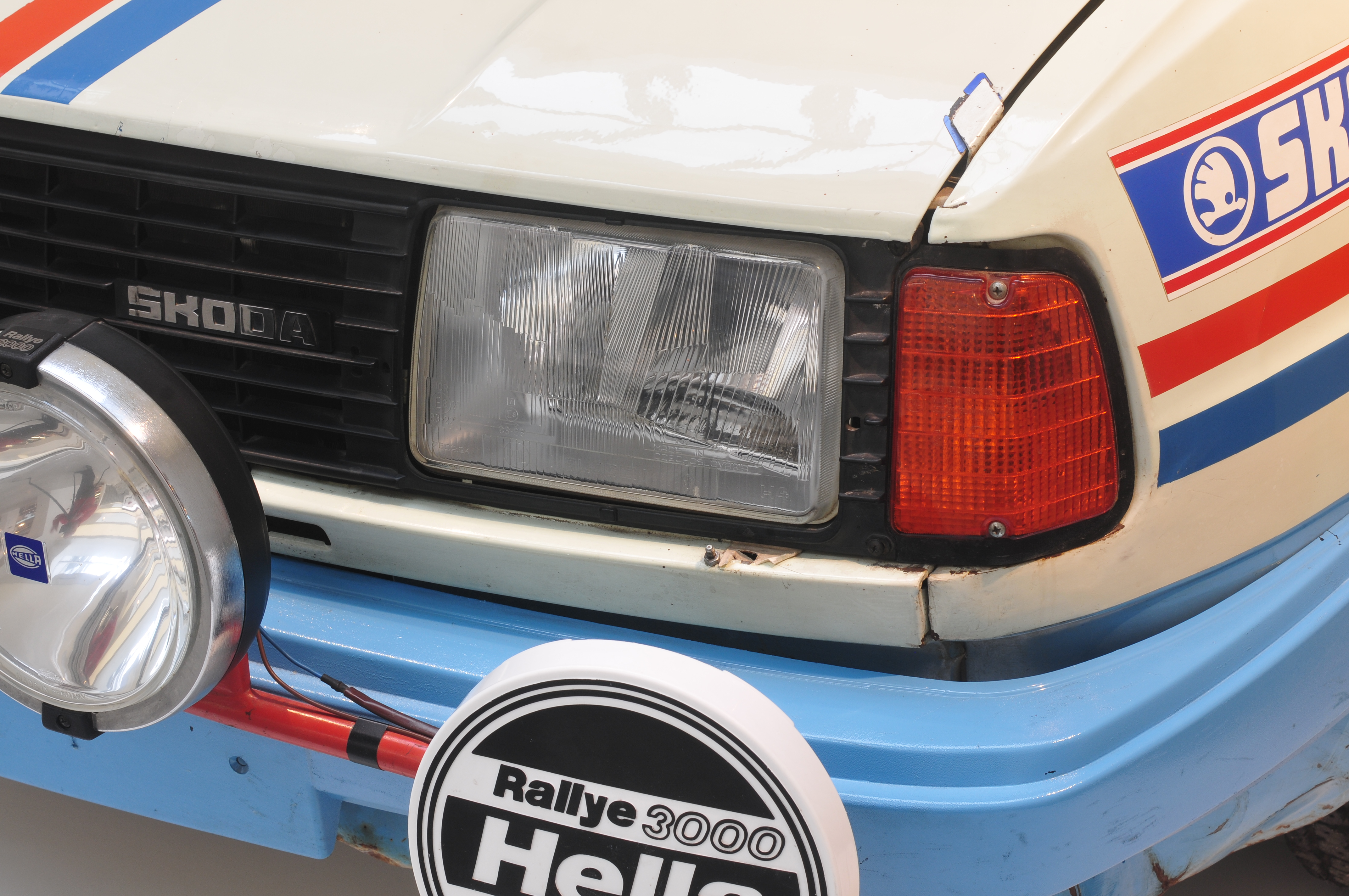
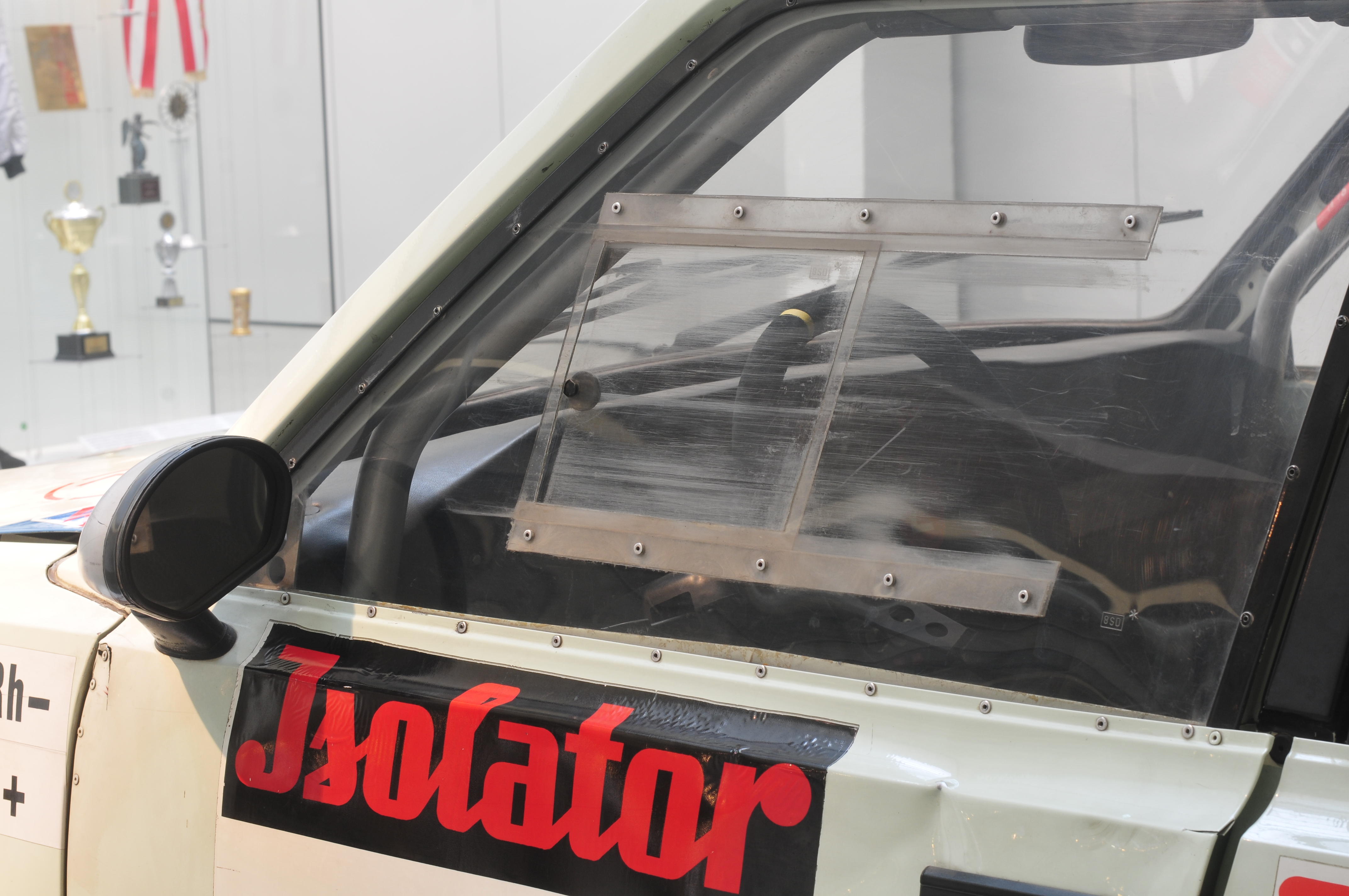
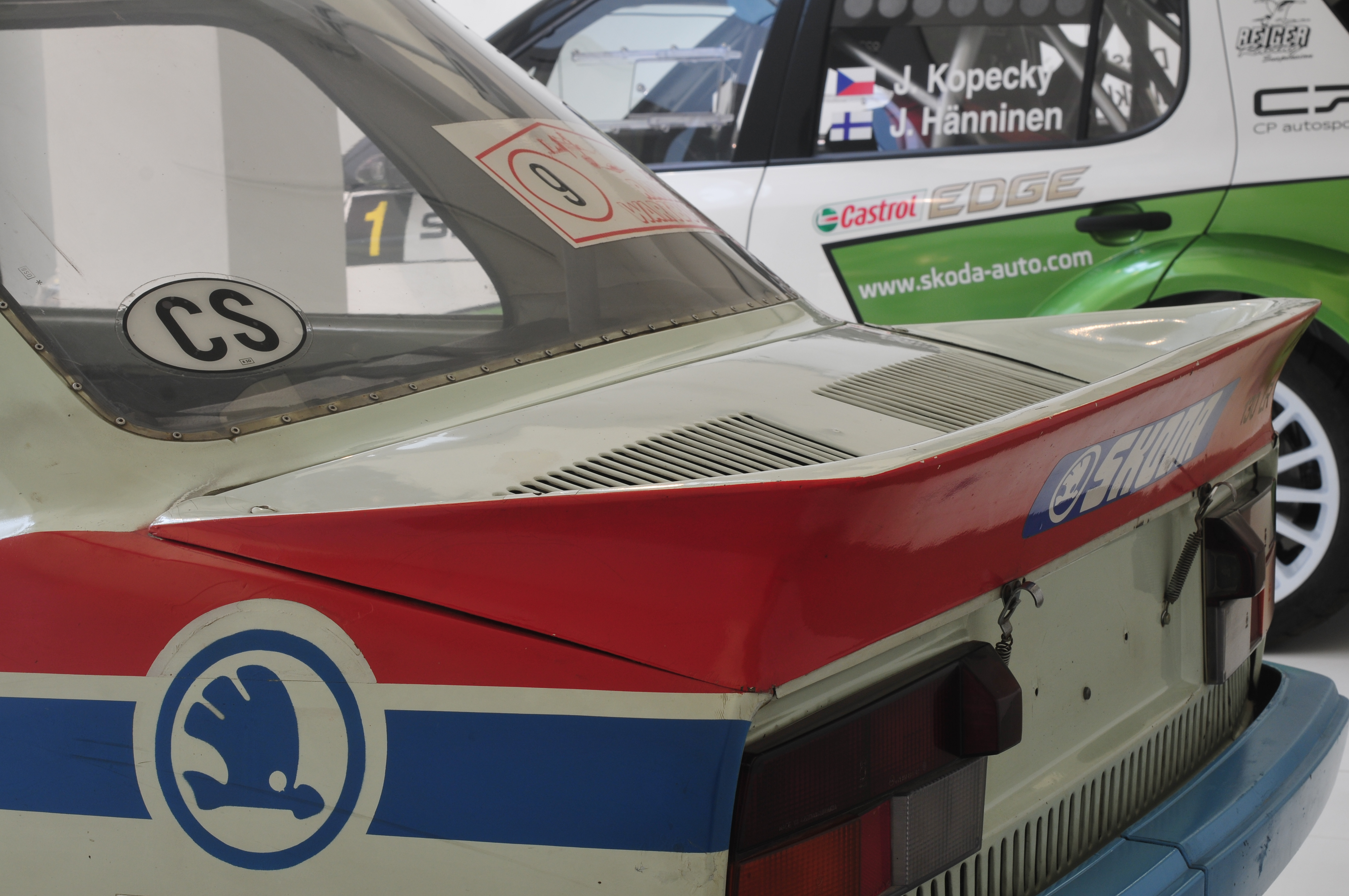
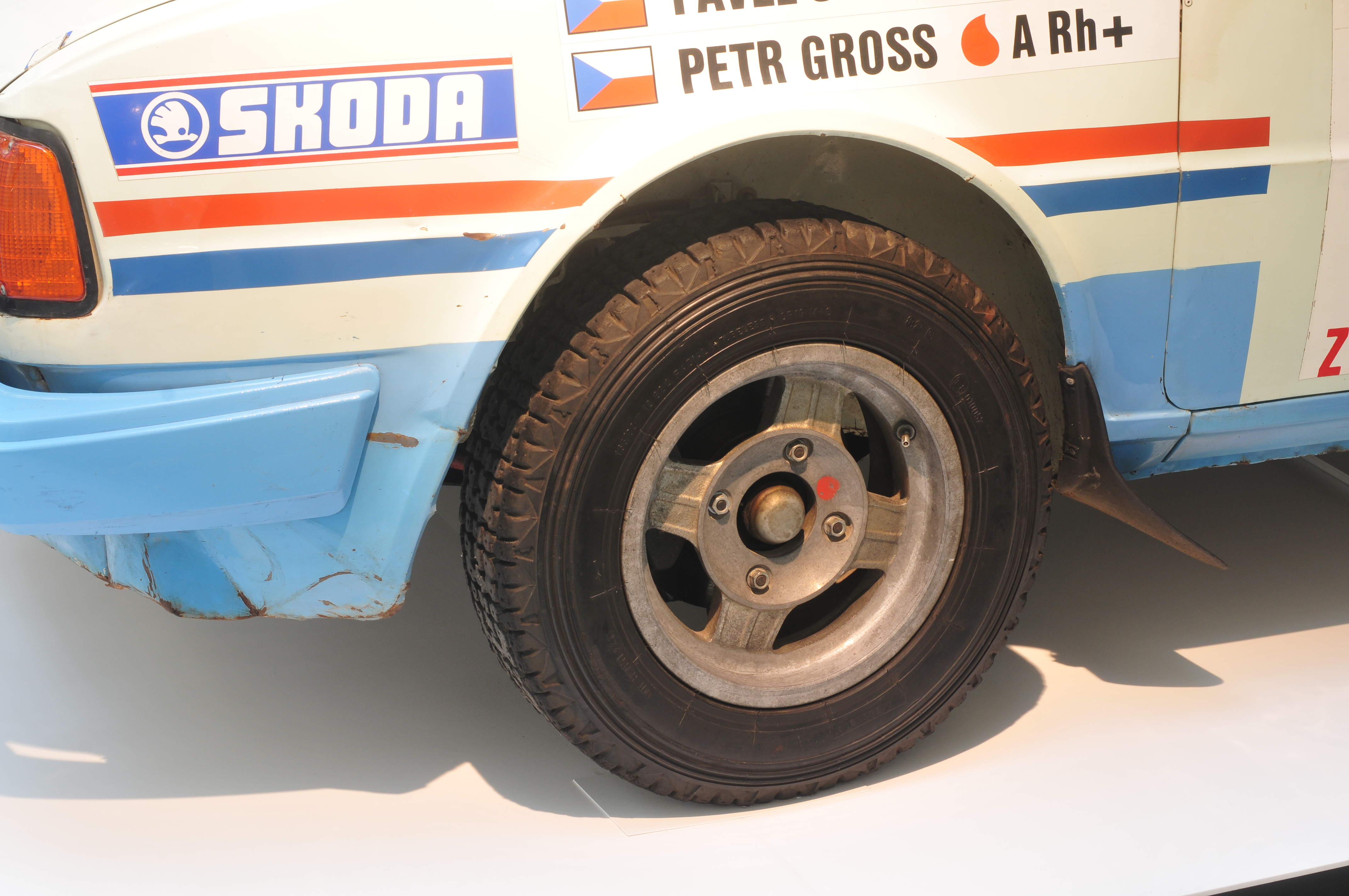

### Prototypen

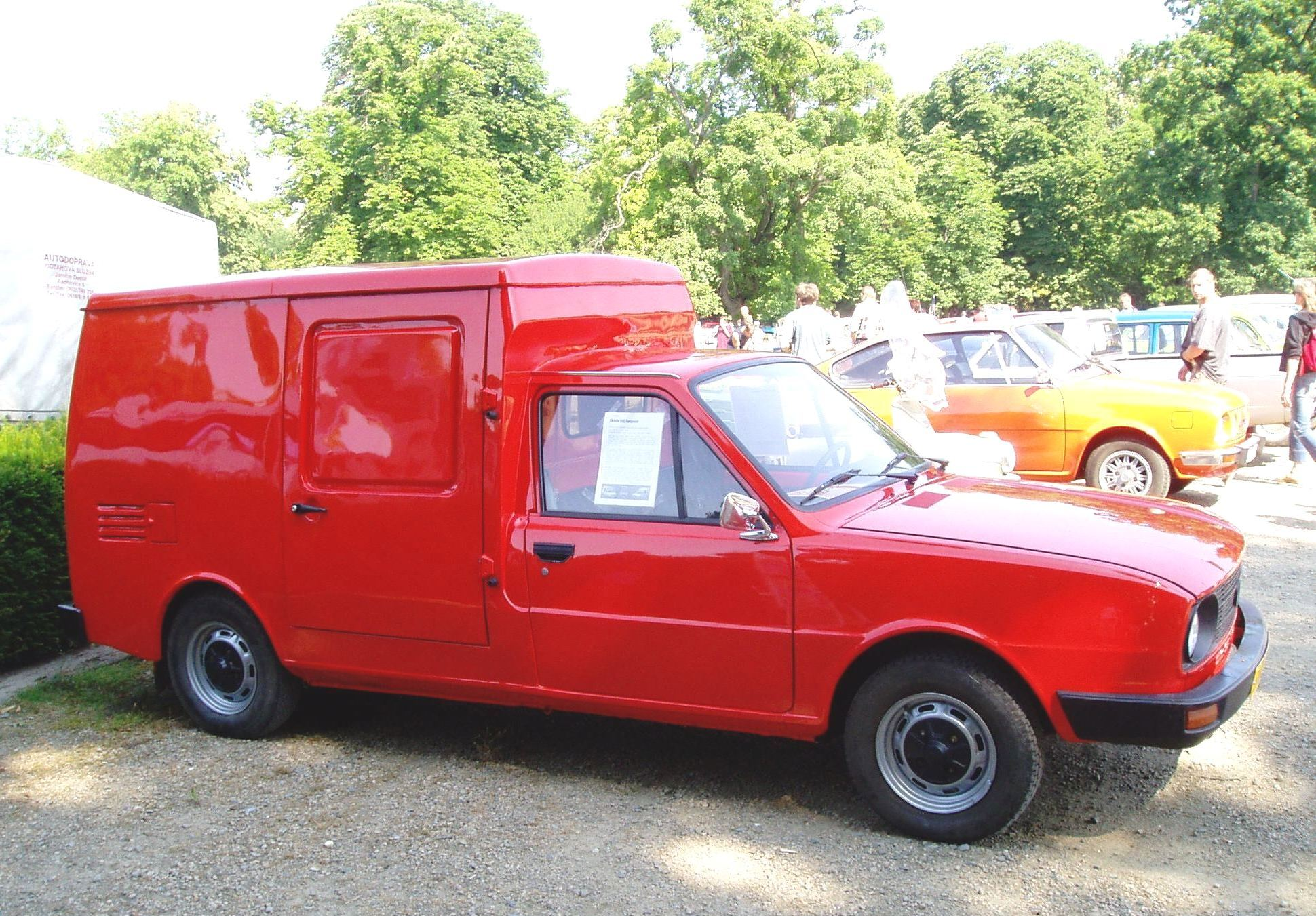
BAZ Furgonet

Im Laufe der Produktionszeit entstanden mehrere Prototypen, so zum Beispiel der BAZ Furgonet um 1983 aus dem Werk in Bratislava, ein Kastenwagen mit Heckmotor. Er hatte eine Heckklappe, bedingt durch die Motorlage jedoch mit einer sehr hohen Ladekante. Deshalb erhielt das Fahrzeug zusätzlich eine Seitentür.
Ebenfalls auf Basis des 120 entstand ein Prototyp mit Frontmotor. Intern nannte man das Projekt Škoda Ortodox.

## Technik

### Karosserie
Das Gerippe der Skelettkarosserie vom Škoda 100 wurde unverändert übernommen. Dadurch waren beispielsweise die Unterkanten der Front- und Heckscheibe vorgegeben. Durch eine geschickte Gestaltung der Seitenlinie mit leichtem Hüftschwung gelang es, eine niedriger liegende Gürtellinie mit größeren Seitenfenstern als bisher zu verwirklichen. Die abfallenden Linien von Heckpartie und Motorhaube erzeugten den Eindruck einer leichteren Silhouette. Zusammen mit dem Kühlergrill in der Frontpartie ergab sich der Effekt, dass der Škoda 742 äußerlich kaum Gemeinsamkeiten mit dem Škoda 100 aufweist, obwohl sich die beiden Fahrzeugtypen konstruktiv nur wenig unterscheiden. Der Charakter der Wagen änderte sich nicht zuletzt auch durch eine deutlich veränderte, aufrechtere Sitzposition und die neuen Sitze. Nach Darstellungen des Werks habe sich die Seitenwindempfindlichkeit verglichen mit dem Škoda 100 messbar verringert, was im zeitgenössischen Testbericht allerdings nicht bestätigt wurde.
Der Kraftstofftank aus Stahl sitzt anders als bei den Vorgängertypen aus Sicherheitsgründen unter der Rücksitzbank vor der Hinterachse. Das ermöglichte auch einen von 250 auf 280 Liter vergrößerten Kofferraum, obwohl der Kühler nun vorn angeordnet war. Das Reserverad lag jetzt im Frontbereich unter dem Wagenboden. Fahrzeuge mit Fünfgangschaltung hatten wegen des längeren Getriebes mit 37 Liter Inhalt einen kleineren Tank. Ursprünglich fasste der Tank 38 Liter. In diesen Füllmengen ist jeweils eine Reserve von 5 Litern enthalten.
Eine Besonderheit ist der seitlich angeschlagene Kofferraumdeckel im Wagenbug. Er entsprach einer damaligen, jedoch von Automobilherstellern kaum beherzigten ECE-Empfehlung und sollte ein ungewolltes Aufspringen während der Fahrt ausschließen und gleichzeitig das Beladen erleichtern. Nachteilig war allerdings, dass zum Aufstellen des Deckels ein erhöhter Kraftaufwand nötig war und die große „Segelfläche“ im geöffneten Zustand sowohl bei Wind als auch in beengter Umgebung, etwa in einer Garage, Probleme mit sich brachte.

### Motor, Antrieb und Kühlung
Die Baureihe Škoda 742 hat längs im Heck einen wassergekühlten Reihenvierzylinder-Viertakt-Ottomotor, der die Hinterräder antreibt. Der Motorblock ist aus Aluminium gefertigt. Eine Duplex-Steuerkette treibt die seitliche Nockenwelle an, die die hängenden Ventile über Stößel, Stoßstangen und Kipphebel betätigt. Alle Fahrzeuge des Typs 742 haben im Unterschied zu den Vorgängermodellen einen vorne liegenden Kühler. Unter einer Abdeckung am Fahrzeugunterboden führt eine Leitung die abgekühlte Flüssigkeit zum Motor und über eine weitere Leitung zum Kühler zurück. Dadurch verbesserte sich zwar die Gewichtsverteilung und die Wirksamkeit der Kühlung, demgegenüber war der bauliche Aufwand nun größer und der Kühlmittelbedarf vergrößerte sich beträchtlich von 6,8 auf 12,5 Liter. Diese eher ungewöhnliche Lösung hatte Škoda aus positiven Erfahrungen damit im Motorsport übernommen. Hinzu kam, dass die die Frontpartie nun durch ein echtes Kühlergrill anstatt einer kargen Frontschürze optisch aufgewertet wurde. Der Kühlerventilator ist über einen eigenen Elektromotor angetrieben.
Die Motorleistung der Basisausführung konnte von 40 auf 46 PS gesteigert werden, Anteil daran hatte die geringfügige Hubraumvergrößerung von 988- auf 1046 cm³ durch Verlängerung des Hubs. Die Mehrleistung wurde jedoch großteils durch das um rund 50 kg gestiegene Fahrzeuggewicht aufgebraucht. Um den Abgasvorschriften (CO-Grenzwerte) zu entsprechen, wurde ein neuer Vergaser (Jikov) entwickelt. Zusammen mit einer geänderten Achsuntersetzung, die ein Fahren mit niedrigerer Motordrehzahl begünstige, aber auch aufgrund der aerodynamisch vorteilhafteren Karosserie ergab sich ein für damalige Verhältnisse niedriger Kraftstoffverbrauch von durchschnittlich 7,6 l/100 km, der erheblich unter dem des leistungsschwächeren Vorgängertyps lag.
Der 120 L hatte einen größeren Motor mit 1174 cm³ und 52 PS. In den Topmodellen 120 LS und -GLS lag die Leistung durch erhöhte Verdichtung, geänderte Steuerzeiten und andere Düsenbestückung bei 58 PS und verlieh den Wagen ein von Škodas bisher nicht gekanntes Temperament.
Ab 1984 gab es in den 130er Modellen ein nochmals humbraumvergrößertes Triebwerk. Der 130 hat einen 5-Kanal-Zylinderkopf aus Gusseisen, der kein bleifreies Benzin verträgt. Die 135er-Motoren haben einen 8-Kanal-Zylinderkopf aus Aluminium, der für bleifreies Benzin freigegeben war. Der 136 entspricht dem 135 mit einem höheren Verdichtungsverhältnis und hat eine etwas höhere Maximalleistung.

### Getriebe und Kupplung
| Gang | 4-Gang-Getriebe | 4-Gang-Getriebe | 5-Gang-Getriebe | 5-Gang-Getriebe      |
| Gang | Modell 105, 120 | Modell 120 LE   | Modell 125      | Modell 130, 135, 136 |
| 1    | 3,8             | 3,8             | 3,8             | 3,8                  |
| 2    | 2,12            | 2,12            | 2,12            | 2,12                 |
| 3    | 1,41            | 1,41            | 1,41            | 1,41                 |
| 4    | 0,96            | 0,93            | 1,08            | 1,08                 |
| 5    | –               | –               | 0,83            | 0,83                 |
| R    | 3,27            | 3,27            | 3,27            | 3,27                 |
|      | 4,22            | 3,9             | 4,22            | 3,9                  |

Die Baureihe 742 mit den Modellen 105 und 120 wurde mit 4-Gang-Getrieben ausgestattet. 1977 wurde die Übersetzung von 4,44 auf 4,22 geändert. Das Modell 120 LE, sowie die späteren Modelle 130, 135 und 136 hatten eine Übersetzung von 3,90.
Ab 1984 erhielten einige Ausstattungsvarianten des 120 ein 5-Gang-Getriebe. Die Modelle 125, 130, 135 und 136 hatten dieses Getriebe als Standardausstattung.
Automatikgetriebe waren nicht erhältlich.

### Fahrwerk
Das Fahrwerk wurde im Wesentlichen unverändert vom Škoda 100 übernommen. Es gab lediglich kleine Änderungen wie eine Korrektur der Achsschenkelführung an der Vorderachse, um das Lenkungsflatterns zu verringern. Die hauptsächlich produzierten Modelle (105, 120, 125) hatten hinten die von den Vorgängermodellen her bekannte, schon damals nicht mehr zeitgemäße Pendelachse, die als Einheit mit Motor und Getriebe kostengünstig ausgeführt war. Der Motor war in die selbsttragende Karosserie relativ starr mit harten Silentblocs eingebaut, da die Querkräfte (Querbeschleunigung) beim Fahren sonst den Antriebsblock zu stark verdreht hätten. Weichere Silentblocs hätten zwar den Motor besser von der Karosserie entkoppelt, andererseits aber das Lenkverhalten noch unsicherer gemacht als es ohnehin schon war. Die Federung war weicher abgestimmt als beim Škoda 100, gleichzeitig wurde der vordere Querstabilisator verstärkt. Die schon beim S 100 auffälligen Nickschwingungen konnten nicht beseitigt werden.
Die später eingeführten Modelle 130, 135, 136 und auch 120 LX erhielten eine aufwendigere Schräglenkerachse, die serienmäßig erstmals 1981 im Škoda Garde verfügbar war. Ursprünglich war eine von ÚVMV (Ústav pro výzkum motorových vozidel, deutsch Institut für Kraftfahrzeugforschung) entwickelte Konstruktion vorgesehen. Aufgrund fehlender Mittel entschied sich der Hersteller jedoch für eine vereinfachte Lösung: Eine zusätzliche Strebe in der bestehenden Pendelachse wurde montiert und radseitig wurden nun auch Gelenke vorgesehen (vorher nur motorseitig). Dadurch konnten die Querkräfte besser abgefangen werden. Das erlaubte auch weichere Silentblocs am Motor. Die Karosserie dieser Varianten ist von den Betriebseinflüssen (Lärm und Vibrationen) freier und das Fahrzeug sicherer bei Kurvenfahrten.
Die Modelle hatten zunächst die Schraubenspindellenkung des Vorgängermodells, allerdings aus Sicherheitsgründen nun mit zwei Kreuzgelenken in der Lenksäule, woraus sich auch eine günstigere, stärker vertikal geneigte Lenkradstellung ergab. 1983 wurde für das Modell 120 eine Zahnstangenlenkung eingeführt, 1985 dann bei allen Modellen. Das vereinfachte die Lenkung wesentlich, sie benötigte einen deutlich niedrigeren Krafteinsatz des Fahrers. Sie reagierte außerdem genauer und direkter auf die Lenkbewegungen des Fahrers.
Im Wesentlichen unverändert blieb die Bremsanlage mit Trommelbremsen hinten, Scheibenbremsen (Schwimmsattelbremse) vorn und zwei Kreisen in der eher ungünstigen HT-Aufteilung. Die Bremskraft an den Vorderrädern wurde durch größere Radbremszylinder verbessert. 1981 erhielt das Modell 120 einen Bremskraftverstärker, wie er im Laufe der Produktion 1984 in alle Variationen eingebaut wurde. Die Scheibenbremsen vorn waren ab dem Modell 130 als aufwendige Festsattelbremsen mit je zwei Kolben pro Seite ausgeführt.
Ursprünglich erhielten die Fahrzeuge 14-Zoll-Räder, die später auf 13-Zoll-Räder geändert wurden, um den Federungskomfort zu verbessern. Überdies sollten hecklastige Fahrzeuge dadurch in Kurven weniger zum Übersteuern bzw. Ausbrechen neigen.

## Fahreigenschaften und Beurteilungen
Die Pendelachse machte die hecklastigen Fahrzeuge 105 und 120 für ungeübte und unvorsichtige Fahrer zu einem unfallträchtigen Fahrzeug: Musste der Wagen üblicherweise in die Kurve „gezwungen“ werden, schlug das Verhalten in eine starke Übersteuerungstendenz um, sobald der Grenzbereich der Reifenhaftung erreicht war. Der verstärkte Querstabilisator vorne konnte das Übersteuern in diesem Bereich allenfalls nur etwas abmildern. Da die Pendelachse zusammen mit Motor und Getriebe fest an die Karosserie gekoppelt war, übertrug sich auch jeglicher Schall des Motors in den Fahrgastraum – so reproduzierte das Dach die Motorgeräusche. Mit der schrittweisen Einführung der Schräglenkerachse aus dem Motorsport änderte sich das. Das Fahrzeug wurde hierdurch dynamischer und auch in Kurven schneller fahrbar. Die Antriebseinheit wurde ebenfalls von der Karosserie entkoppelt, was sich positiv auf die Lautstärke im Innenraum auswirkte. Dennoch blieben die Fahrzeuge sehr hecklastig; die Hinterachse trug das meiste Gewicht, während die Vorderachse kaum belastet war. Hatte der Vorgänger 100/110 den Kraftstofftank noch vorn, erhielt mit dem Typ 742 die Hinterachse eine weitere Belastung mit dem Kraftstofftank. Viele Fahrer behalfen sich zum Ausgleich mit Ballastgewichten in Form von Zementsäcken im vorderen Kofferraum. Das senkte auch die Seitenwindempfindlichkeit und das Risiko für Aquaplaning. Ein weiterer unerwünschter Effekt waren die recht ausgeprägten Nickschwingungen, die mit dem Modell 1980 unter anderem durch straffere Federn gedämpft werden konnten.
Beanstandet wurden in Beurteilungen der Fachpresse 1979 und 1980 neben den obenstehenden Kritikpunkten einige Bedienelemente des Škoda 120 L. Dies betraf zum einen den hakeligen Mittelschalthebel, mit dem es teilweise kaum möglich war, im Stand den ersten Gang einzulegen. Zum anderen wurde das unsensible Ansprechen des Motors auf Gaspedal-Betätigungen mit einer kinematisch nicht bewältigten Konstruktion des Gasgestänges erklärt. Dieser Mangel wurde Ende 1979 durch eine Seilzugbetätigung im groben abgestellt, doch machte sich nun Eigenreibung in der Seilzughülse bemerkbar. Auch Scheibenwischer und Belüftungssystem ließen sich nicht den Erwartungen entsprechend regulieren, insgesamt waren Belüftung und Heizleistung zu schwach, eine Überarbeitung des Systems wurde gefordert. Ein genereller Mangel der Baureihe war, dass gehäuft Startprobleme auftraten (mehrfaches Ausgehen des Motors nach dem Anspringen).
Lob gab es für die verglichen mit dem Škoda 100 deutlich verbesserte Sitzposition und das bessere Platzangebot. Der Leistungszuwachs gegenüber dem Typ 105 wirkte sich im Typ 120 weniger in der Beschleunigung, sondern vor allem in der Höchstgeschwindigkeit aus, die mit 137 km/h gestoppt wurde. Der Škoda-typisch günstige Kraftstoffverbrauch bestätigte sich auch am 120 L mit durchschnittlichen 8,4-8,2 l/100 km, auf einer Reise von Berlin nach Mlada Boleslav stellte sich sogar ein Verbrauch von nur 7,8 l/100 km ein.
Beim 120 LS lobte die DDR-Fachpresse bei einem Test 1981 vor allem den Innenraum, der in Qualität, Umfang und Gestaltung an der Spitze der im RGW-Raum produzierten Pkw der Gebrauchswagenklasse stehe, auch die gute Sitzposition wurde wieder gelobt. Die Heizleistung und Luftverteilung war beim Typ LS besser als bei den anderen Ausstattungen, jedoch nach wie vor kritikwürdig. Auch die hakelige Gangschaltung, das unsensible Ansprechen des Gaspedals durch Eigenreibung im Seilzug, die mangelhafte Geräuschdämpfung im Innenraum und das schlechte Kaltstartverhalten fielen erneut negativ auf. Die zahlreichen Detailverbesserungen am Fahrwerk hatten zwar leichte Verbesserungen auf trockener, ebener Fahrbahn zufolge, bei Unebenheiten und Glätte blieb das Eigenlenkverhalten des Škodas aber weiterhin problematisch. Die Leistungssteigerung auf offiziell 58 PS fiel nicht sehr überzeugend aus: Verglichen mit dem 120 L war die Gesamt-Elastizität eher schlechter, die gemessene Höchstgeschwindigkeit mit 138 km/h (bei stark vorauseilendem Tacho) nur unwesentlich besser, aber der Kraftstoffverbrauch mit 8,9 l/100 km erheblich höher. Die Kaltstartprobleme bestätigten auch zahlreiche Leser, die unterschiedliche Versuche und Thesen über die Ursache des Phänomens aufstellten.
Als Zugfahrzeug für Wohnwagen eignete sich bereits der Basistyp 105 erstaunlich gut, unter nahezu vollständiger Ausnutzung der zulässigen Anhängelast für ungebremste Anhänger (400 kg) durch Anhängen eines Weferlinger Heimstolz HP 501.83/1. Der Heckmotor bot im Gespannbetrieb deutlich hervortretende Traktionsvorteile im Gelände. Trotz der mäßigen Motorleistung konnte im größten Gang eine Geschwindigkeit von 75 km/h gehalten werden, was ein angenehmes Reisen ermöglichte. Die Beschleunigungswerte mit diesem Wohnwagen lagen besser als beim stärker motorisierten Wartburg 353 als Zugfahrzeug. Anders als viele andere in der DDR erhältliche Pkw neigte der Škoda 105 auch im Gespannbetrieb nicht zum Klingeln. Kritik gab es wegen der Neigung zu Nickschwingungen, ungenügender Lenkstabilität und der im Gespannbetrieb nötigen großen Pedalkräfte der Bremse.

## Haltbarkeit und Qualität
Die Karosserie wurde im Vergleich zu den Vorgängern besser gegen Rost geschützt. Es wurde beständigerer Stahl aus tschechoslowakischer Produktion verbaut, der weniger Schwefel enthielt. Auf Importe von minderwertigem Stahl aus der Sowjetunion wurde verzichtet. Der Korrosionsschutz bestand aus einer Beschichtung mit PVC in den Radkästen. Der Hersteller empfahl bei Auslieferung eine Hohlraumversiegelung und regelmäßiges Beschichten des Unterbodens. Anfällig für Rost waren besonders die Seitenschweller. Frühe Fahrzeuge hatten gehäuft einen undichten Tank – es war ein relativ kompliziertes Schweißteil. Ende der 1970er Jahre wurde das Schweißverfahren des Tanks angepasst, um derartige Probleme künftig zu unterbinden.
In der Produktionszeit von 1976 bis 1990 wurde die Technik in Etappen mit dem Ziel einer höheren Haltbarkeit weiterentwickelt. Waren die Motoren anfangs für 130.000 km konstruiert, konnte dies später auf 150.000 km erhöht werden. Mit der geplanten Einführung des Škoda Favorit im Jahr 1987 erhielt der Typ 742 bereits vorab die zu einer besseren Haltbarkeit optimierten Motoren. Diese Motoren erreichen ohne Generalüberholung 250.000 km. In der Tschechoslowakei war es üblich, Motoren an der Verschleißgrenze einer Generalüberholung zu unterziehen.
Die thermischen Probleme der beiden Vorgänger 1000 MB und 100 gab es in diesem Maße beim 742 nicht mehr. Dennoch beklagten Fahrzeughalter häufig Überhitzungsprobleme des Motors. Typische Fehlerquellen waren zunächst minderwertige oder später mit zunehmenden Fahrzeugalter defekte Thermostatventile und Überdruckventile des Kühlsystems. Ein Defekt des temperaturgesteuerten Schalters für die Aktivierung des elektrisch betriebenen Kühlerventilators entstand unbemerkt und senkte die Wirksamkeit der Wasserkühlung. Das geschah auch, wenn die Leitungen am Fahrzeugunterboden beschädigt beziehungsweise undicht waren oder sich der Durchfluss verringerte.

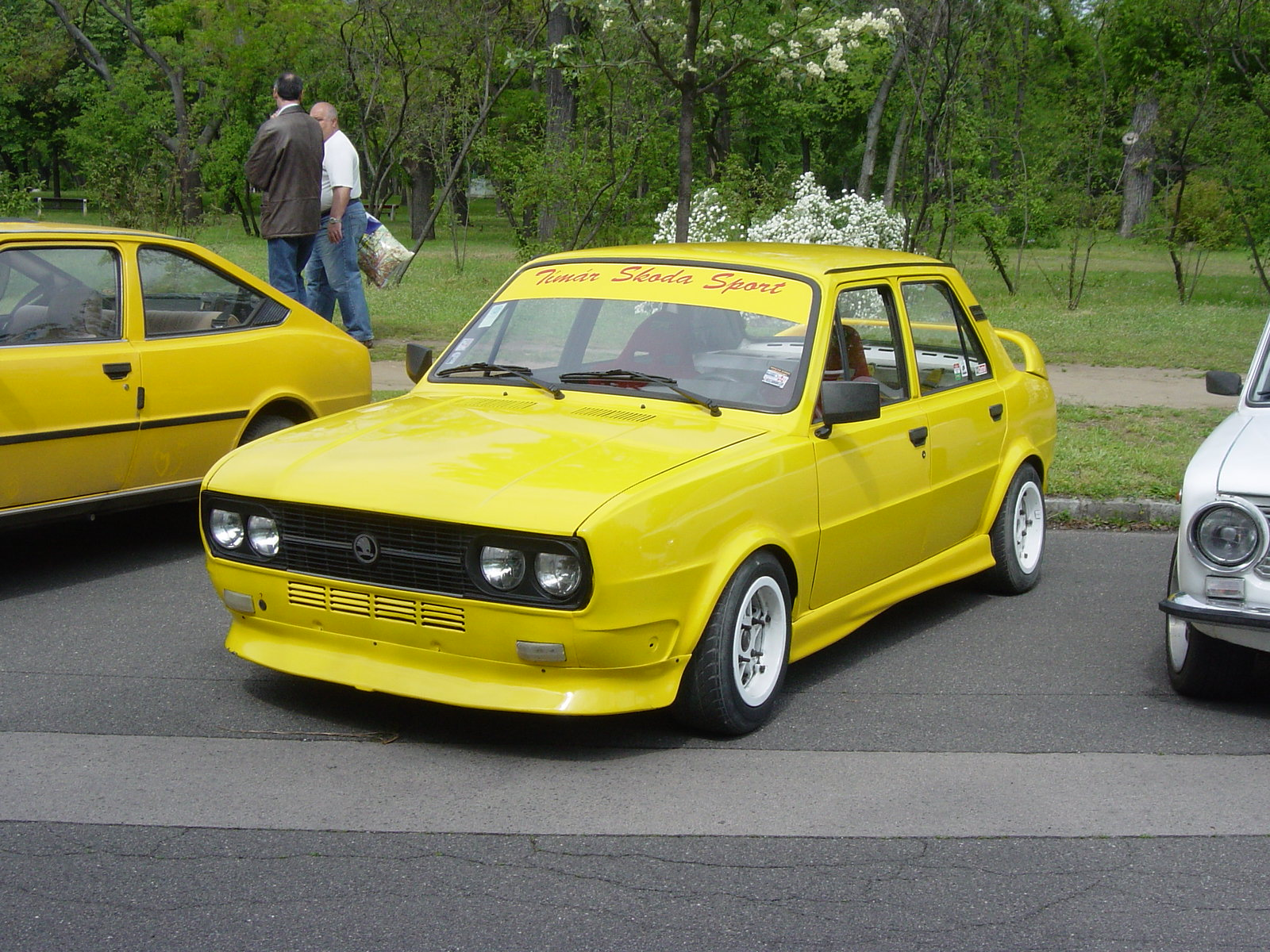
Getunter Škoda 120 in Ungarn (2008)

Ein weiteres jedoch auf mangelhafte Wartung zurückzuführendes Problem war das Abwürgen des Motors beim Anfahren. Wurde das blaue Luftfiltergehäuse aus Metall über dem Motor zu stark angezogen, hat es sich verzogen und zog Falschluft. 
Fahrzeuge für den Export, insbesondere ins Nichtsozialistische Wirtschaftsgebiet, unterliefen einer gesonderten Qualitätsprüfung. Diese Fahrzeuge wurden im Zielland vor der Auslieferung zum Kunden vielfach ausgebessert. Zwar war die Fertigungsqualität nicht so schlecht wie etwa beim Moskwitsch oder Saporoshez, aber erhebliche Mängel wie gegen die Mittelsäule schlagende Türen oder grob schief montierte Teile konnten auch am Škoda auftreten.

## Stückzahlen und Verbleib
| Jahr   | Škoda 105                     | Škoda 120                         | Škoda 125 | Škoda 130 | Škoda 135                 | Škoda 136                 | gesamt                            |
| ------ | ----------------------------- | --------------------------------- | --------- | --------- | ------------------------- | ------------------------- | --------------------------------- |
| 1976   | 19                            | 3788                              |           |           |                           |                           | 3 807                             |
| 1977   | 72 926                        | 52 298                            |           |           |                           |                           | 125 224                           |
| 1978   | 68 243                        | 91 719                            |           |           |                           |                           | 159 962                           |
| 1979   | 54 203                        | 113 266                           |           |           |                           |                           | 167 469                           |
| 1980   | 77 586                        | 91 919                            |           |           |                           |                           | 169 505                           |
| 1981   | 95 917                        | 77 296                            |           |           |                           |                           | 173 213                           |
| 1982   | 88 394                        | 77 247                            |           |           |                           |                           | 165 641                           |
| 1983   | 87 737                        | 78 817                            |           |           |                           |                           | 166 554                           |
| 1984   | 76 479                        | 91 086                            |           | 1 087     |                           |                           | 168 652                           |
| 1985   | 61 771                        | 97 934                            |           | 10 929    |                           |                           | 170 634                           |
| 1986   | 61 169                        | 93 327                            |           | 17 713    |                           |                           | 172 209                           |
| 1987   | 59 974                        | 86 016                            |           | 15 031    | 3                         | 59                        | 161 083                           |
| 1988   | 35 389                        | 79 087                            | 9 348     | 4 989     | 1 545                     | 1 020                     | 131 378                           |
| 1989   | 4                             | 34 387                            | 40 617    |           | 430                       | 536                       | 75 974                            |
| 1990   |                               | 2                                 | 76        |           | 4 625                     | 4 242                     | 8 945                             |
| gesamt | 839.811 andere Quelle 840.561 | 1.068.189 andere Quelle 1.070.693 | 50.041    | 49.749    | 6.603 andere Quelle 1.020 | 5.857 andere Quelle 1.631 | 2.020.250 andere Quelle 2.013.695 |

In Tschechien war 2002 noch ein großer Teil der Fahrzeuge auf den Straßen. Insbesondere die Varianten 130, 135 und 136 waren nach wie vor aufgrund der Verbesserungen im Vergleich zu den Modellen 105 und 120 beliebt, die Ersatzteilversorgung war unproblematisch. Mit der Zeit entwickelte sich die Reihe 742 zu einem begehrten Objekt als Youngtimer und Oldtimer. In der Tuningszene waren die Fahrzeuge in den 1990ern und 2000ern wegen des sehr günstigen Anschaffungspreises beliebt. Häufig wurden hierfür neuere Motoren aus dem Volkswagen-Konzern eingebaut.
Da über 120.000 Fahrzeuge nach Großbritannien exportiert worden sind, wurden Fahrzeuge nach Tschechien und Slowakei zurückgeführt. Sie wurden dann von Rechts- auf Linkslenker umgebaut.

## Export und Bedeutung in der DDR

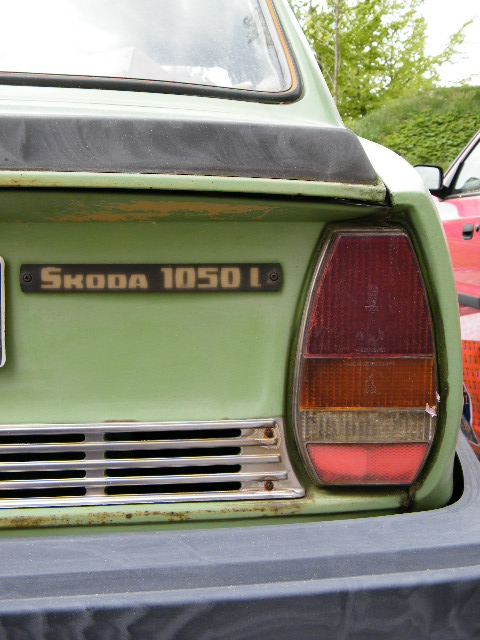
Embleme auf einem Modell, welches für den französischen Markt bestimmt war.

Die Reihe 742 wurde über den staatseigenen Betrieb Motokov in über 40 Länder weltweilt exportiert.

### Export ins sozialistische Wirtschaftsgebiet
Hauptabnehmer waren insbesondere die Volksrepublik Polen und die Volksrepublik Ungarn.
In der DDR blieb der Škoda anfangs ein wichtiger Import-Pkw. Anders als bei den Vorgängermodellen wurden nicht nur der Grundtyp Š 105 S, sondern auch die gehobenen Varianten 105 L, 120 L, LS und GLS importiert. Noch 1978 hatte man den 250 000sten importierten Škoda gefeiert, und 1979 wurde mit 19.000 eingeführten Wagen ein neuer Höchststand der jährlichen Škoda-Importe verzeichnet. Auch 1981 noch berichtete die DDR-Fachpresse zufrieden, dass die Škoda-Importe inzwischen den bedeutendsten Teil der Pkw-Importe ausmachen würden, mit weiter steigender Tendenz, 27.000 Škoda-Pkw sollten es 1981 werden. Zur feierlichen Übergabe des 300.000sten importierten Pkw aus der ČSSR wurde ein Škoda 105 GL übergeben, dessen regulärer Import noch angekündigt wurde.
Doch wesentlich mehr Škodas wurden es in der Folge nicht mehr: Nach 1981 war der Import stark rückläufig und versiegte fast gänzlich. Dies lag nicht etwa in der Unbeliebtheit dieser Škoda-Modelle, sondern in sich abkühlenden wirtschaftlichen Beziehungen zur ČSSR begründet. Im Gegenzug zu den Škodas hatte die ČSSR bis dahin Trabants und Wartburgs zahlreich importiert. Wegen der ausbleibenden Weiterentwicklung ließen sich diese Typen in den 1980ern aber selbst in der ČSSR nicht mehr gut verkaufen, was sich entsprechend negativ auf die Möglichkeiten des Škoda-Imports auswirkte. Zudem nahm es die ČSSR der DDR übel, dass diese in die DDR gelieferte Fahrzeuge selber günstiger nach Westeuropa verkaufte, als die ČSSR dies konnte. Hierbei spielte auch die fehlende Anerkennung der DDR durch die BRD eine Rolle, durch welche die DDR quasi als Bestandteil der BRD zu deren Wirtschaftsgebiet gehörte und so besseren Zugang zum EU-Binnenmarkt hatte als die ČSSR. Der Anteil der Škodas am Pkw-Bestand der DDR reduzierte sich von 10,0 % 1980 auf 7,4 % im Jahr 1990, wobei die damals sehr lange Nutzungsdauer älterer Gebrauchtwagen zu beachten ist.
Mit einem Neupreis von 15 915 Mark (1978) bewegte sich der neue Škoda in der Grundausstattung als Typ 105 S im gleichen Preisrahmen wie der bisherige Škoda 100 und war damit ebenso etwas günstiger als der Wartburg 353. Für den 105 L waren 17 450 Mark zu entrichten, für den 120 L 18 200 Mark und das damalige Topmodell 120 GLS, das ab 1980 importiert wurde, schlug mit 21 935 Mark (1980) zu Buche.

### Export ins nichtsozialistische Wirtschaftsgebiet
Im „kapitalistischen“ Ausland waren die Fahrzeuge durch den günstigen Preis beliebt, sie waren günstiger als ein Citroën 2CV („Ente“) aber geräumiger. Fahrzeuge wurden in Großbritannien, Belgien, Niederlande und auch in skandinavische Länder verkauft. Nach Frankreich exportierte 105-Modelle mussten in 1050 umbenannt werden, da Peugeot die Zahl 105 geschützt hatte. Auch auf der Insel Malta fanden die Fahrzeuge Abnehmer. Vertriebsgebiet für Škoda-Pkw war auch Kanada und Neuseeland. In Australien war der Import von Gütern aus sozialistischen Staaten limitiert, dennoch gelangte eine gewisse Zahl an Fahrzeugen auf den Inselkontinent.
Insbesondere die nicht-sozialistischen Staaten waren für die Tschechoslowakei wichtig, war es auch eine der wenigen Möglichkeiten an Devisen zu kommen. Mit diesen konnte der tschechoslowakische Staat Güter im Ausland einkaufen, die er im sozialistischen Raum nicht beschaffen konnte.
In Griechenland lief der Vertrieb ab 1984 unter der Modellbezeichnung Target, zuvor wurden die nummerischen Modellbezeichnungen verwendet. In Großbritannien wurden Fahrzeuge unter folgenden Namen bekannt:
- Škoda Estelle (1977–1978)
- Škoda Super Estelle (1978–1984)
- Škoda Estelle Two (1984–1990)

Zwischen 1977 und 1990 konnten über 120.000 Fahrzeuge in Großbritannien abgesetzt werden – 1987 waren es 17.000 Fahrzeuge. Rund 220 Vertragshändler vertrieben die Fahrzeuge in Großbritannien, kümmerten sich auch um die Instandhaltung. Aufgrund der veralteten Technik entstanden in der Populärkultur sogenannte „Skoda jokes“, also Witze über die Fahrzeuge. Der Erfolg in der Bundesrepublik Deutschland war dagegen überschaubar und spielte eher in ländlichen Gegenden eine gewisse Rolle. Eine Besonderheit stellte der Export nach Costa Rica in Mittelamerika dar. Hierfür wurden in Containern vom Hafen Hamburg aus zerlegte Fahrzeuge verschifft und vor Ort händisch komplettiert.

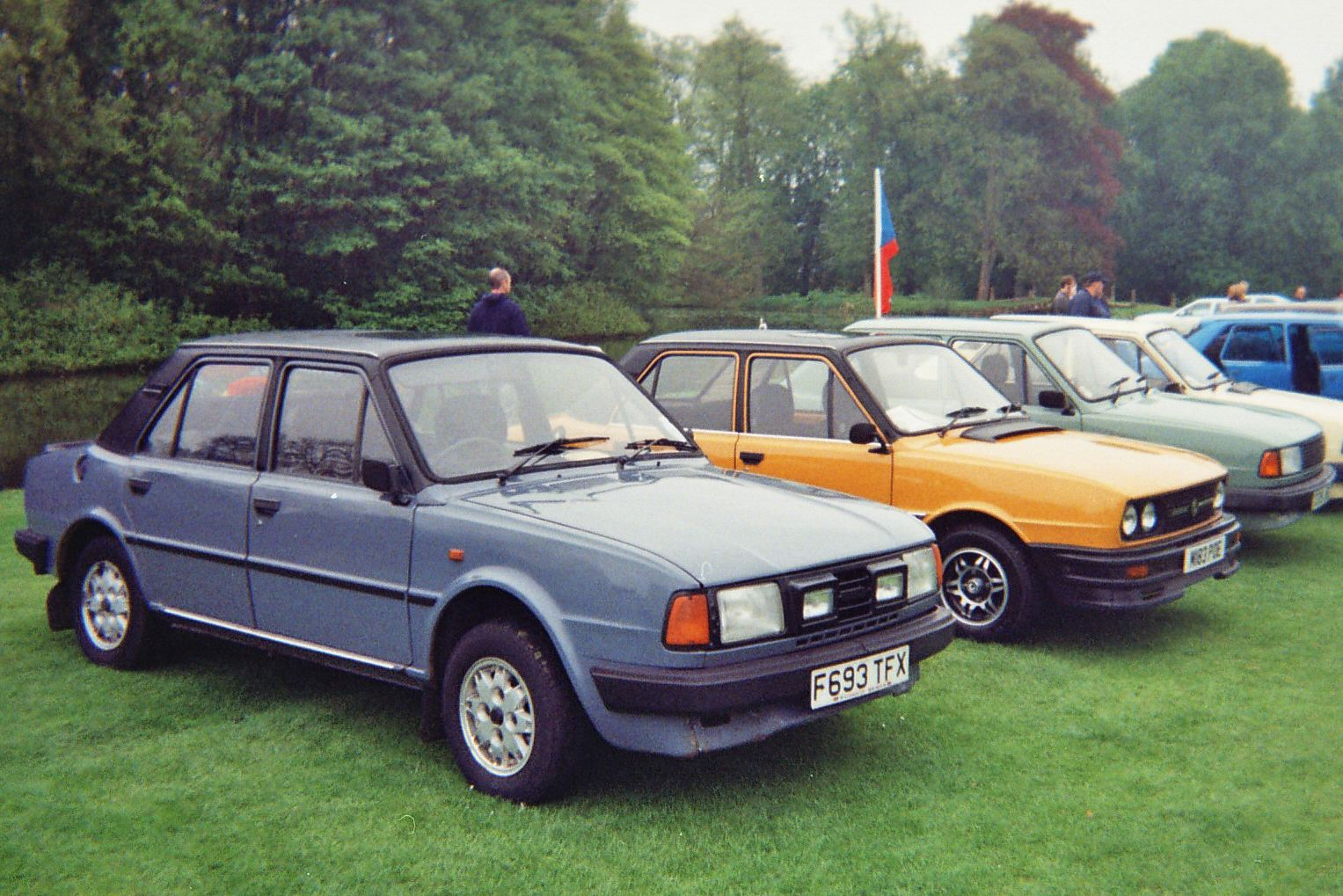
Škoda Estelle Two und Škoda Super Estelle in Großbritannien
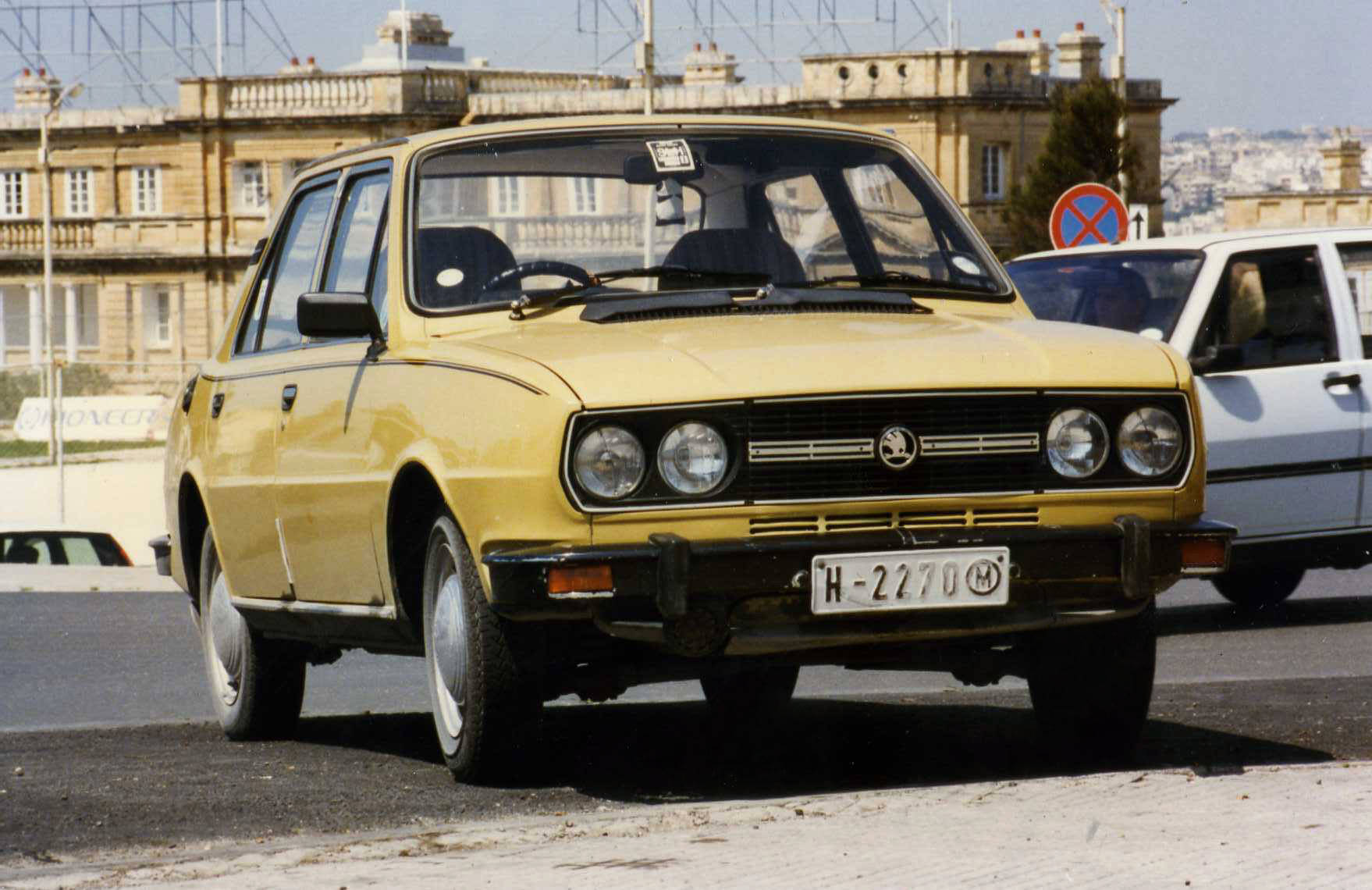
Škoda 120 LS auf der Insel Malta
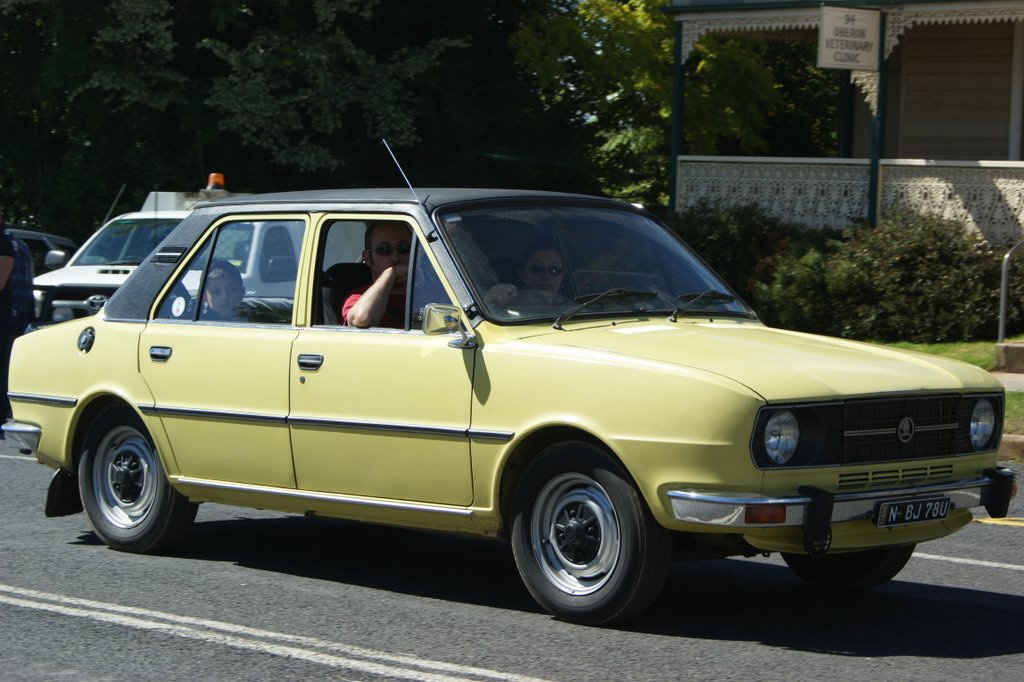
Škoda 120 L in Australien
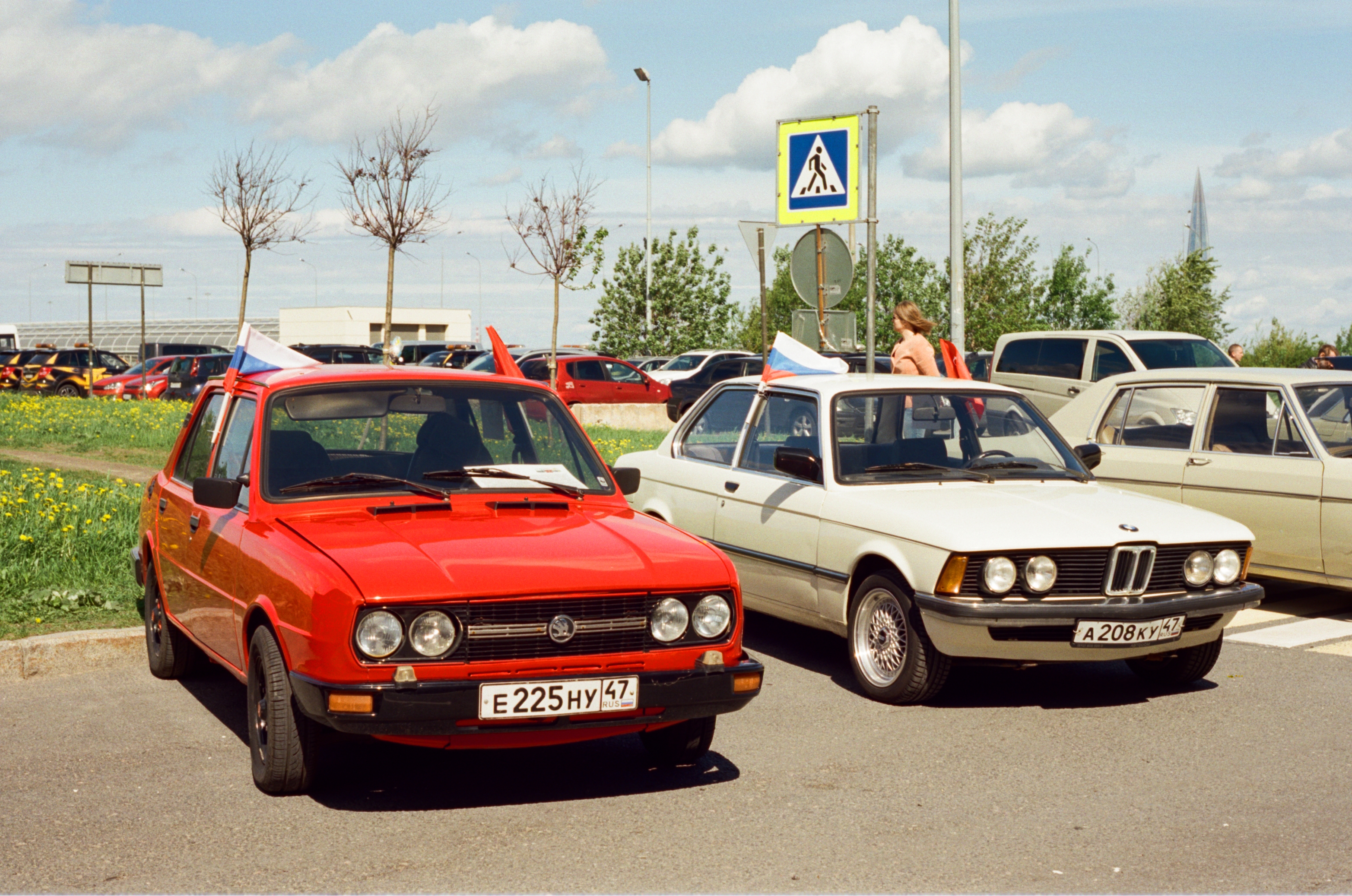
Škoda 120 LS in rot neben einem BMW E21 in Russland

Auch in Finnland waren die Škodas recht erfolgreich, 1980 wurde das 60.000ste Fahrzeug übergeben (alle Škoda-Modelle eingerechnet). In Holland bot der Importeur Englebert den Škoda 105/120 als „Black Arrow“ mit schwarzer Lackierung und feuerroten Elementen an.